# Qumran
Khirbet Qumran (arabisch خربة قمران Chirbat Kumran, DMG Ḫirbat Qumrān), meist nur Qumran (hebräisch קומראן) genannt, ist eine archäologische Stätte im unter israelischer Verwaltung stehenden Westjordanland (Area C). Sie liegt auf einer flachen Mergelterrasse nahe dem Nordwestufer des Toten Meeres.

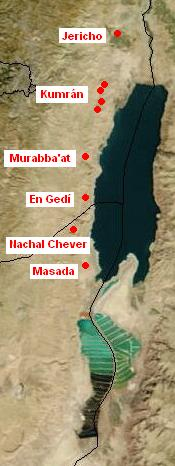
Lage von Qumran in der westlichen Region des Toten Meeres

Bereits in der Eisenzeit bestand eine durch zahlreiche Keramikfunde nachgewiesene Siedlung. Nach ihrem Ende war das Mergelplateau von der hellenistischen Zeit bis zum Jüdischen Krieg wieder bewohnt. Man unterscheidet ein Hauptgebäude mit Turm und zwei Wirtschaftsbereiche westlich und südlich davon. Es gibt auch einen großen Friedhof mit über 1000 Bestattungen östlich der Siedlung.
Seit den Funden der Schriftrollen vom Toten Meer in der ersten von elf Felshöhlen der näheren Umgebung (1947) legte ein Team der École Biblique unter Leitung von Roland de Vaux die Ruinen von 1951 bis 1956 weitgehend frei. Der Ausgräber präsentierte ein Gesamtbild der Geschichte und des Alltags der Einwohner Qumrans, das Texte antiker Autoren (Plinius der Ältere, Flavius Josephus, Philon von Alexandria), einige in den 1950er und 1960er Jahren bereits erschlossene Texte, die in den benachbarten Höhlen deponiert worden waren, und ausgewählte Grabungsbefunde kombinierte. Es erlangte eine große Breitenwirkung. Aufgrund unzureichender Stratigraphie ist de Vaux’ Chronologie aus Sicht späterer Archäologen größtenteils unbegründet.
Erst in den späten 1980er Jahren entwickelte sich Qumran zu einer vielbesuchten Touristenattraktion, parallel zu der Diskussion um die verschleppte Publikation der Schriftrollen vom Toten Meer. Diese Kontroversen führten dazu, dass Qumran in der Öffentlichkeit stärker wahrgenommen wurde.
2012 wurde Qumran von der Ständigen Delegation Palästinas auf der Tentativliste des UNESCO-Welterbes eingetragen.

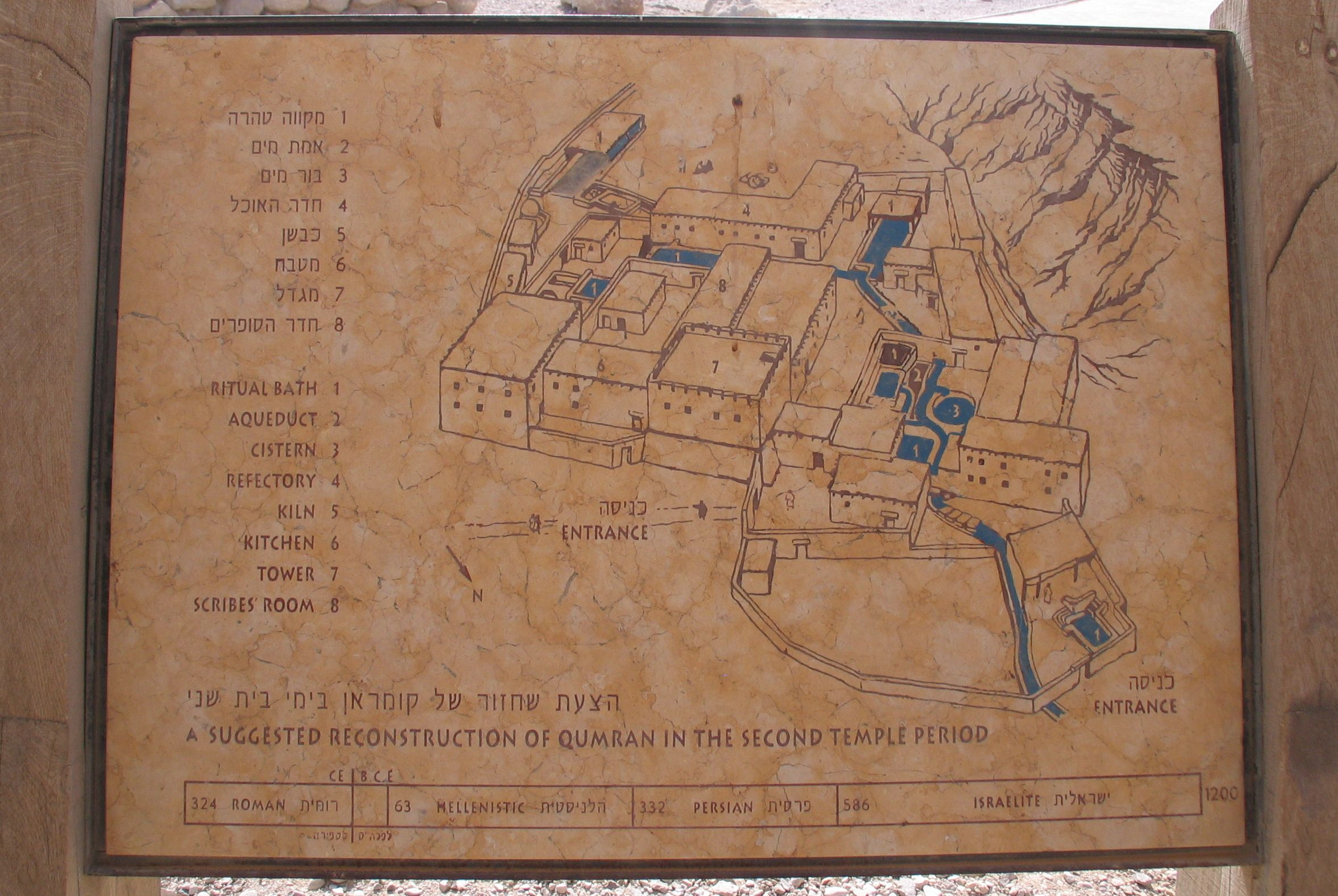
Vorschlag einer Rekonstruktion der Anlage in hellenistisch-frührömischer Zeit (Schautafel im Nationalpark)

## Namen
Khirbet Qumran
Khirbet Qumran (خربة قمران, DMG Ḫirbat Qumrān) ist ein moderner, seit dem 19. Jahrhundert bezeugter arabischer Ortsname. Edward H. Palmer übersetzte ihn 1881 in einer Ortsnamensliste des Palestine Exploration Fund als „Ruine des grauen Flecks“ und verwies auf die helle Farbe der Mergelterrasse. Frank Moore Cross schlug stattdessen vor: „vom Mondlicht erhellte Ruine.“ Józef T. Milik wies darauf hin, dass die Gegend am Nordwestufer des Toten Meeres in der byzantinischen Mönchsliteratur „Wüste Kalamon“ hieß (zu altgriechisch κάλαμος kálamos „Schilfrohr“). Er hielt es für möglich, dass dieser Flurname von aramäisch sprechenden Mönchen zu *Qolmān transformiert wurde und im arabischen Namen Qumrān weiterlebt.
Ir haMelach oder Sechacha
Für den eisenzeitlichen Namen von Qumran wird eine Liste im biblischen Buch Josua herangezogen (Jos 15,61–62 ), die mit En Gedi einen sicher identifizierbaren Ortsnamen enthält. Daher nimmt man an, dass die übrigen fünf Orte der Liste auch am Westufer des Toten Meeres lagen: Bet-Araba, Middin, Sechacha, Nibschan und Ir-haMelach. Martin Noth plädierte für die Identifikation von Khirbet Qumran mit Ir haMelach (hebräisch עִיר־הַמֶּ֖לַח ‘îr hammælaḥ, „Salzstadt“), John Marco Allegro für Sechacha (hebräisch סְכָכָה səkhākhāh), einen Ort, der auch in der Kupferrolle von Qumran mehrfach erwähnt wird. Hanan Eshel unterstützte Allegros Identifikation nach einer Analyse der Reihenfolge der in Jos 15 genannten Orte: Sechacha sei der Hauptort der Nordgruppe, En Gedi der Hauptort der Südgruppe. Wenn man die kurz vor dem Jüdischen Krieg angefertigte Kupferrolle für den antiken Namen Qumrans heranzieht, heißt das auch, dass der eisenzeitliche Name Sechacha trotz mehrhundertjähriger Siedlungspause weiter tradiert wurde und in hellenistischer Zeit bei der Neubesiedlung der Mergelterrasse wieder aufgegriffen wurde. Für Jodi Magness steht fest, dass Sechacha der antike Name Qumrans war.
Mezad Chasidim
Michael Avi-Yonah hingegen folgte im Gazetteer of Roman Palestine 1976 einem Vorschlag Józef T. Miliks, die Siedlung von Khirbet Qumran in hellenistischer und römischer Zeit mit Mezad Chasidim zu identifizieren, einem Ortsnamen, der in einem Brief aus der Zeit des Bar-Kochba-Aufstands (134/135 n. Chr.) genannt wird: hebräisch מצד חסידין meṣad ḥasidin „Festung der Frommen“, bzw. „Essenerfestung“, wenn man Miliks Herleitung des Namens Essener von hebräisch חסידים ḥasidim folgt. Diese Herleitung ist allerdings problematisch.

## Klima
Am Nordwestufer des Toten Meeres sind die Niederschläge mit 100 mm im jährlichen Durchschnitt höher als im Süden des Binnensees, wo weniger als 50 mm gemessen werden. Die relative Luftfeuchtigkeit ist das ganze Jahr über niedrig. Der Sommer ist sehr heiß, mit Tageshöchsttemperaturen von 33–38 Grad Celsius. Josephus schrieb, die Hitze sei derartig, dass man kaum aus dem Haus treten könne. Der Winter am Toten Meer ist mit 20–22 Grad Celsius mild. In der Antike war eine Villa am Toten Meer für die Jerusalemer Oberschicht eine attraktive Option, denn während es in Jerusalem unangenehm kalt und feucht war, trugen die Anwohner des Toten Meeres Leinenkleidung, wie Josephus schrieb.
Die Verdunstung ist mit jährlich bis zu 3 Metern extrem hoch. Da Khirbet Qumran über keine Quelle verfügte und die antiken Bewohner auf die Speicherung des Wassers angewiesen waren, welches an wenigen Wintertagen durch das benachbarte Wadi Qumran strömte, ist davon auszugehen, dass ihre Wasserinstallationen abgedeckt oder überbaut waren.

## Topographie

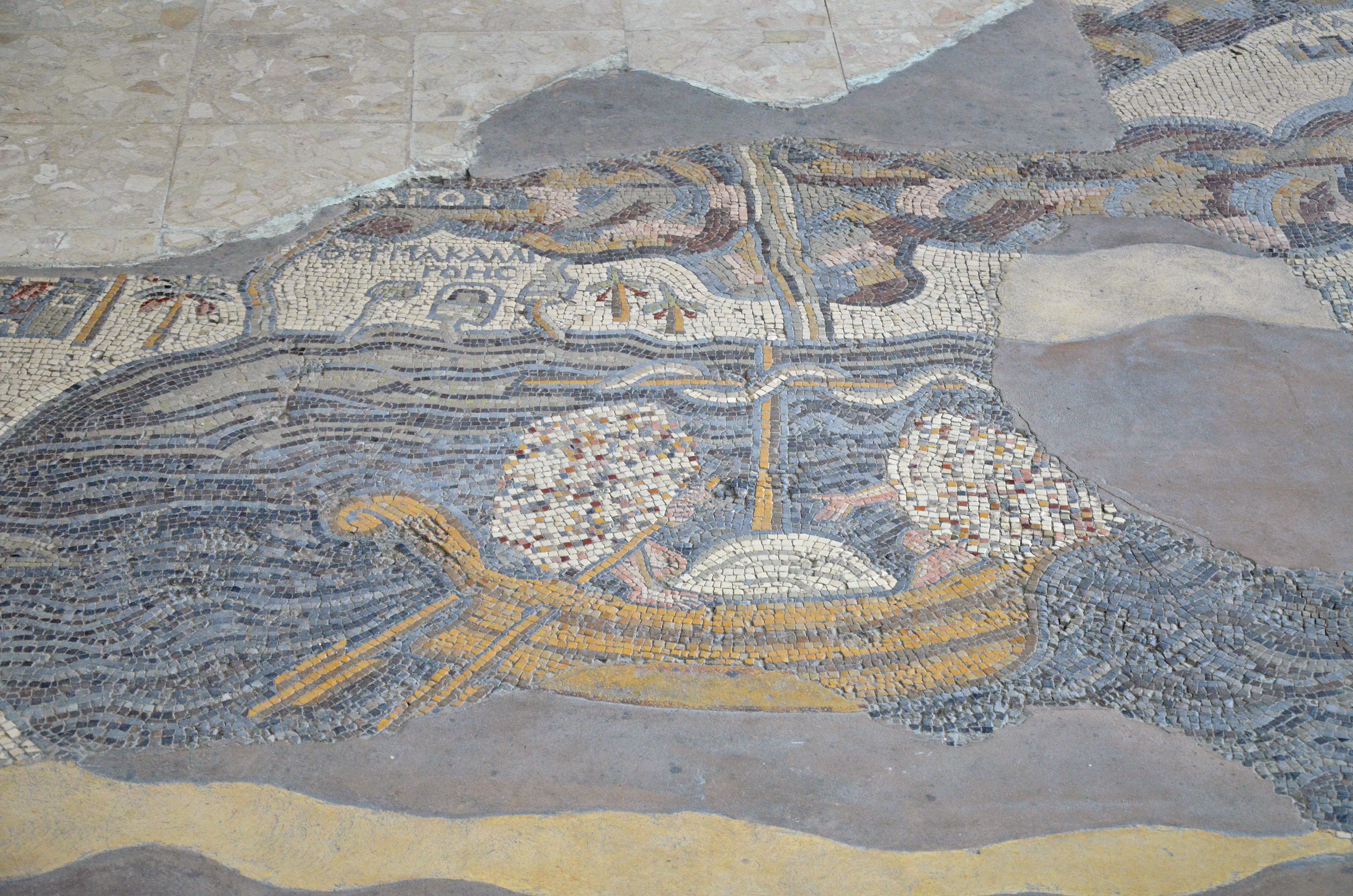
Schiffsverkehr auf dem Toten Meer in byzantinischer Zeit, im Hintergrund das Ostufer mit dem Badeort Kallirhoe (Madaba-Karte)

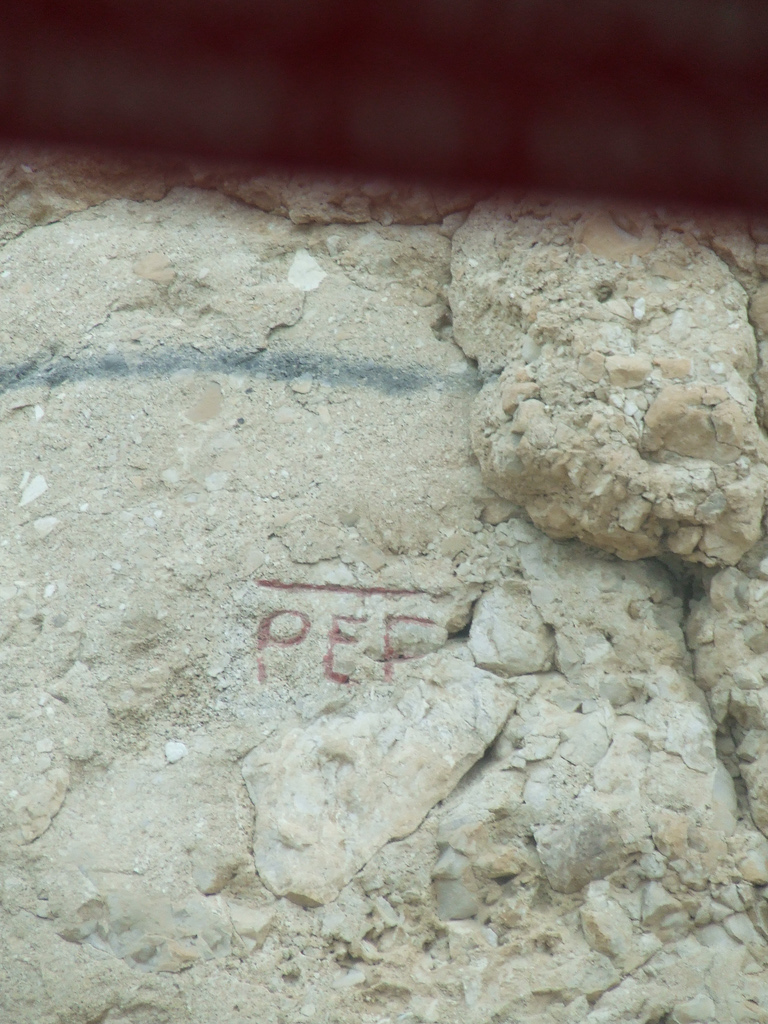
Markierung am Felsen von Ras Feshkha. Die waagerechte Linie über den Buchstaben P.E.F. befand sich am 9. Oktober 1900 genau 14 Fuß (4,2672 Meter) über der Wasseroberfläche des Toten Meeres.

Die archäologische Stätte befindet sich etwa 20 km südöstlich von Jerusalem am Nordwestufer des Toten Meeres. Sie liegt auf einem natürlichen Mergelplateau etwa 325 m unter dem Meeresspiegel, 97 m über dem heutigen Ufer des Binnensees. Dieser wird von ganzjährig Wasser führenden Zuflüssen gespeist (neben dem Jordan sind dies Wadi Mudschib und Wadi Hasa), einigen ufernahen Quellen, vor allem aber von winterlichen Niederschlägen in einem etwa 40.000 Quadratkilometer großen hydrographischen Einzugsgebiet. Der Wasserstand des Toten Meeres unterliegt deshalb jahreszeitlichen Schwankungen. Er war aber auch im Lauf der Geschichte großen Schwankungen unterworfen. Das hatte Auswirkungen auf die Quellen in seiner Umgebung und damit auf die Möglichkeit einer Oasenwirtschaft mit Hainen von Dattelpalmen, zwischen denen Feldfrüchte angebaut werden konnten. Die Lage der antiken Häfen von Khirbet Mazin, Rujm el-Bahr und Kallirhoe deutet darauf hin, dass der Wasserstand in hellenistischer und frührömischer Zeit bei etwa −395 m lag. Das war eine vergleichsweise ideale Situation. Die Folge war ein Bauboom am Toten Meer seit etwa 100 v. Chr.: Villen, Gehöfte, Werkstätten, gesichert durch militärische Stützpunkte und verbunden durch ein Straßennetz. Als der Wasserspiegel in frühbyzantinischer Zeit auf über −390 m stieg, bedeckte das Tote Meer einen Teil der potentiell landwirtschaftlich nutzbaren Fläche. Sinkt der Wasserstand unter −400 m, vertrocknen einige Quellen, andere liefern nur noch brackiges Wasser. Das ist die heutige Situation.
Die Frage, wie gut Qumran in das antike Wegenetz eingebunden war, spielt für die Deutung der Siedlung eine große Rolle. Das Thema wurde kontrovers diskutiert, nachdem Lena Cansdale 1997 vorgeschlagen hatte, Khirbet Qumran als eine Art Karawanserei an einem Verkehrsknotenpunkt zu interpretieren. Magen Broshi betonte 1999, dass die südlich von Ain Feshkha vorkragende steile Klippe (Ras Feshkha) bei damaligem Wasserstand eine Nord-Süd-Straße am Westufer des Toten Meeres und damit die direkte Verbindung von Qumran nach En Gedi weiter südlich unmöglich gemacht habe. Erst ab einem Meeresniveau von −400 m sei ein Weg zwischen Klippe und Wasser gangbar. Qumran befand sich demnach in der Antike in einer Sackgasse, nur durch einen Pfad über die Klippen in Ost-West-Richtung mit dem Hinterland verbunden. Yizhar Hirschfeld führte dagegen 2004 neuere Messungen an, denen zufolge die Meereshöhe am Fuß von Ras Feshkha bei −393 m liegt: damit sei der Weg in späthellenistischer und frührömischer Zeit offen gewesen. Broshi und Hirschfeld bezogen sich bei ihrer Argumentation auf einen Felsen von Ras Feshkha, den der Palestine Exploration Fund 1900 markiert hatte (Foto) und dessen Höhe die ihnen vorliegenden Daten abweichend angaben. Roi Porat konnte 2006 zeigen, dass es in der Antike eine Küstenroute zwischen Qumran und En Gedi gab, die bei jahreszeitlich schwankenden Wasserständen aber nicht immer passierbar war, so dass Ausweichpfade über die Klippen angelegt wurden. Auch Ras Feshkha war keine unüberwindliche Barriere.
Nach Analyse des ganzen historischen Wegenetzes in der Region kamen Joan E. Taylor und Shimon Gibson 2011 zu dem Ergebnis, dass am Westufer des Toten Meeres und landeinwärts seit der späten Eisenzeit ein Netz regionaler Wege und Pfade bestand, das in hellenistischer und römischer Zeit weiter benutzt wurde. Qumran war eingebunden, lag aber nicht an einem Verkehrsknotenpunkt. Ein steiler, nur für Fußgänger geeigneter Pfad führte von Qumran über die Klippen zur 5 km entfernten Festung Hyrkania hinauf. Der Schiffsverkehr sei wichtiger, sicherer und komfortabler gewesen als die Küstenroute, die als „lokale Nebenstraße“ nicht den Stellenwert einer Landstraße oder gar Hauptstraße hatte. Sie meinen daher auch, dass Khirbet Qumran einen eigenen Ankerplatz hatte, auch wenn dieser nicht archäologisch nachgewiesen ist. Etwa 5 km südlich von Qumran lag der Hafen Khirbet Mazin; wandte man sich von Qumran am Ufer nordwärts, erreichte man nach etwa 5 km dem Hafen Rujm el-Bahr mit Turm und Wellenbrecher aus dem 1. Jahrhundert v. Chr.

## Plinius über Essener am Toten Meer
Plinius der Ältere ist der einzige antike Autor, der den „Stamm“ (gens) der Essener mit der Region am Toten Meer, also mit Khirbet Qumran in Verbindung bringt. Dass es sich bei den Essenern um eine Religionspartei innerhalb des Judentums handelt, scheint Plinius nicht zu wissen. Im 5. Buch des enzyklopädischen Werks Naturalis historia beschreibt Plinius, wie der Jordan, von Norden kommend, in das Tote Meer einmündet, sodann die Bevölkerung in diesem Bereich: im Osten nomadische Araber, am Ostufer weiter südlich die Orte Kallirhoe und Machaerus, „von Westen an“, also offenbar vom Westufer des Toten Meeres landeinwärts, Essener:

„Im Westen [des Toten Meeres] weichen die Essener von den Küsten zurück, soweit diese ungesund sind, ein einsamer und vor allen anderen merkwürdiger Stamm, ohne jede Frau, jeder Wollust abhold, ohne Geld und nur in Gesellschaft von Palmen. Er erneuert sich gleichmäßig Tag für Tag durch die Menge der Neuankömmlinge, da viele dorthin wandern, die das Schicksal durch seine Stürme als Lebensmüde veranlaßt, ihre Sitten anzunehmen. So besteht ein Stamm, bei dem niemand geboren wird, über Jahrhunderte (saeculorum milia) fort, was unglaublich scheint. So fruchtbar ist für jene der Lebensüberdruß anderer. Unter ihnen (infra hos) lag die Stadt Engada, die zweite nach Hierosolyma hinsichtlich der Fruchtbarkeit und wegen der Palmenhaine, jetzt [nach dem Jüdischen Krieg] ist sie ebenfalls ein Schutthaufen.“

Es geht also genau genommen nicht um eine Ortslage, sondern um das Siedlungsgebiet eines sonderbaren „Stammes“, der seit Jahrhunderten ohne Frauen und ohne Geld, „nur in Gesellschaft von Palmen“ existiere, da sich ihm immer wieder neue Lebensmüde anschlössen. Das Zusammenleben mit Bäumen ist ein Topos der antiken Ethnographie. Plinius war bei seiner Essener-Darstellung von einer unbekannten Quelle abhängig (vermutet wurden: Marcus Vipsanius Agrippa oder Gaius Licinius Mucianus), die er rhetorisch wirkungsvoll überarbeitete: ein lebensfeindlicher „Stamm“ an einem lebensfeindlichen See.

## Der Jachad über seine eigene Geschichte
Die in der direkten Nachbarschaft von Qumran deponierten Schriftrollen vom Toten Meer sind ein heterogenes Ensemble antiker jüdischer Texte. Einige wurden von einer jüdischen Gruppe mit einem besonderen Gemeinschaftsleben und eigenen theologischen Lehren verfasst. Die Selbstbezeichnung ist Jachad („Einung“). Vielfach wird vermutet, dass Khirbet Qumran eine jachadische Siedlung war, womöglich sogar die Zentrale dieser besonderen Gruppe. Aus deren eigenen Schriften lassen sich folgende Informationen zur Geschichte des Jachad erheben:
In hellenistischer Zeit konstituierte sich eine Gruppe, die sich für erwählt und den Rest Israels für verdammt hielt. Nach rund zwanzig Jahren trat darin eine charismatische Persönlichkeit auf, der Abstammung nach ein Priester, dem Anspruch nach aber auch ein Prophet und Tora-Ausleger. Er heißt in den jachadischen Schriften „Lehrer der Gerechtigkeit“. Über Fragen der richtigen Tora-Auslegung kam es zum Konflikt mit einem Gegner, dem „Lügenträufler“. Die Gruppe spaltete sich. Der Lehrer wurde außerdem von einem der hasmonäischen Hohenpriester (dem „Frevelpriester“) bedrängt und verfolgt. Nachdem der Lehrer eines natürlichen Todes gestorben war, erwarteten seine Anhänger, dass 40 Jahre später das Ende der Welt eintreten werde. Als diese Zeit verstrichen war, löste sich der Jachad aber nicht etwa auf, sondern erlebte sogar eine Blütezeit (Expansion, rege Schriftenproduktion). Im Jüdischen Krieg verliert sich seine Spur.
Der einzige zeitliche Ansatzpunkt ist, dass der „Lehrer der Gerechtigkeit“ ein Zeitgenosse des „Frevelpriesters“ war. Für den Frevelpriester wird eine Identifikation mit folgenden historischen Persönlichkeiten diskutiert:
- Jonatan der Hasmonäer, gestorben 143 v. Chr. (Géza Vermes, Hartmut Stegemann, Émile Puech);
- Simon der Hasmonäer, gestorben 135 v. Chr. (Frank Moore Cross);
- Johannes Hyrkanos I. (William Brownlee);
- Alexander Jannäus (Bilhah Nitzan);
- die hasmonäischen Brüder Johannes Hyrkanos II. oder Aristobulos II., die sich als Hohepriester und Ethnarchen in den 60er Jahren v. Chr. in einem Bürgerkrieg bekämpften, der zur Entmachtung der Hasmonäerdynastie führte.

Vertreter der „Groningen-Hypothese“ sehen im „Frevelpriester“ keine historische Persönlichkeit, sondern einen Schmähtitel, mit dem verschiedene negativ bewertete Hohepriester belegt wurden.

## Forschungsgeschichte

### Unter osmanischer Verwaltung
Das Nordostufer des Toten Meeres wurde seit dem frühen 19. Jahrhundert von westlichen Jerusalem-Reisenden im Rahmen von Ausflügen besucht. Zeittypisch versuchte man biblische Erzählungen zu lokalisieren; in dieser Region war das die Zerstörung von Sodom und Gomorrha (Gen 19). Félicien de Saulcy schrieb an Charles Clermont-Ganneau, dass die von den Beduinen Goumrân genannten Ruinen (wegen der Ähnlichkeit des Namens) ein Rest von Gomorrha seien. Dies ist die erste Erwähnung des Namens Qumran. Clermont-Ganneau lehnte de Saulcys Identifikation ab. Er hielt die Ruinen für relativ unbedeutend und konzentrierte sich auf den Friedhof. Ein von ihm 1874 untersuchtes Grab ähnelte den später von de Vaux dokumentierten Bestattungen. Muslimischen Gräbern ähnlich, aber nicht nach Mekka orientiert, sah er in der Anlage den Friedhof eines vorislamischen arabischen Stammes. Claude Reignier Conder und Charles Tyrwhitt-Drake besuchten Qumran 1873 im Rahmen eines Survey für den Palestine Exploration Fund. Sie erkannten, dass es sich um einen großen nichtmuslimischen Friedhof handelte und untersuchten ein Grab, mit ähnlichen Ergebnissen wie Clermont-Ganneau.
Beispielhaft für die Wahrnehmung Qumrans im frühen 20. Jahrhunderts seien die recht ausführlichen Notizen von Gustaf Dalman genannt: „Steil stiegen wir hinauf zu der geheimnisvollen chirbet ḳumrān auf dem stehengebliebenen Rest eines Deltas … Dieser ragt, etwa 60 m hoch, in die Ebene hinein wie eine … Halbinsel, außerordentlich geeignet für eine Burg. Über einen kurzen Damm … gelangt man von Westen ebenerdig auf eine (von Nord nach Süd) 230 m lange und 64 m breite Fläche, welche auf drei Seiten von steilen Abstürzen umgeben ist, während im Osten zunächst eine ebenso breite, etwas tiefere Fläche folgt, welche vier schmale, zungenartige Vorsprünge in die Ebene hinaussendet. Diese, sowie die tiefere Fläche sind mit Senkgräbern besetzt, während die höhere Fläche, von ihr durch eine Mauer geschieden, nahe dem Zugang von Westen mit den Trümmern eines kastellähnlichen viereckigen Bauwerks von 34,45 m zu 45,80 m bedeckt ist, dem im Westen und Süden zwei lange gewölbte Gebäude vorgesetzt waren. Eine Wasserleitung brachte vom Abfall des Judäischen Hochlandes her aus einem natürlichen Becken im steilen Absturz des wādi ḳumrān das nötige Wasser, zu dessen Aufspeicherung wohl auch ein Teich südlich von der Burg diente.“ Dalmans Deutung der Anlage als Burg war bis zu den Schriftrollenfunden in benachbarten Höhlen vorherrschend.

### Unter jordanischer Verwaltung

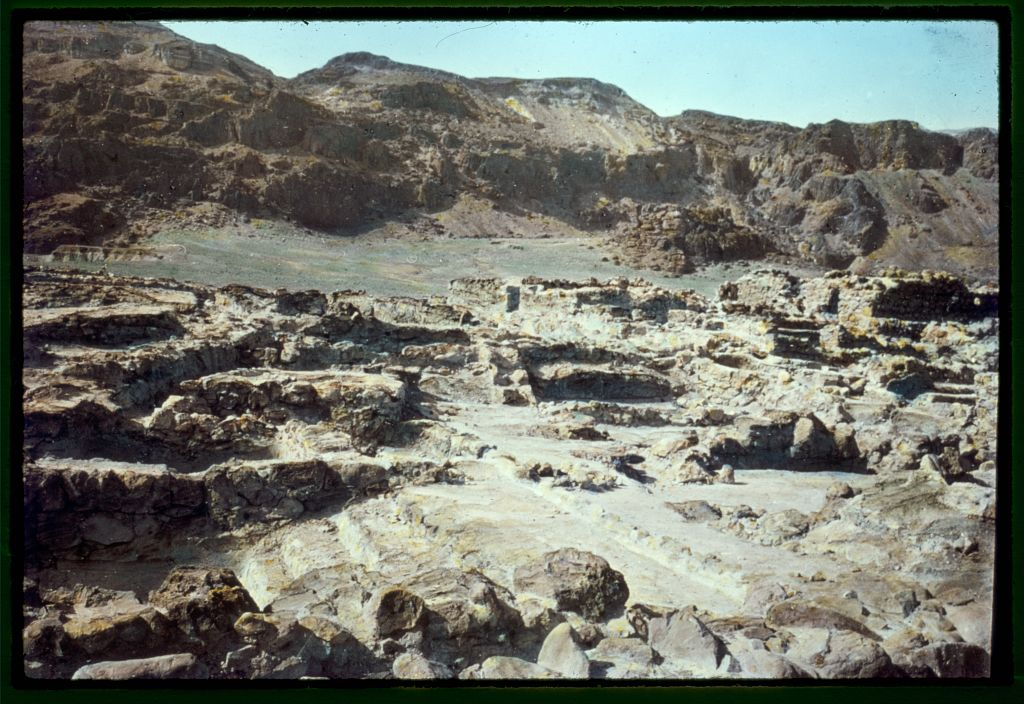
Qumran vor Beginn der Grabungen (1950)

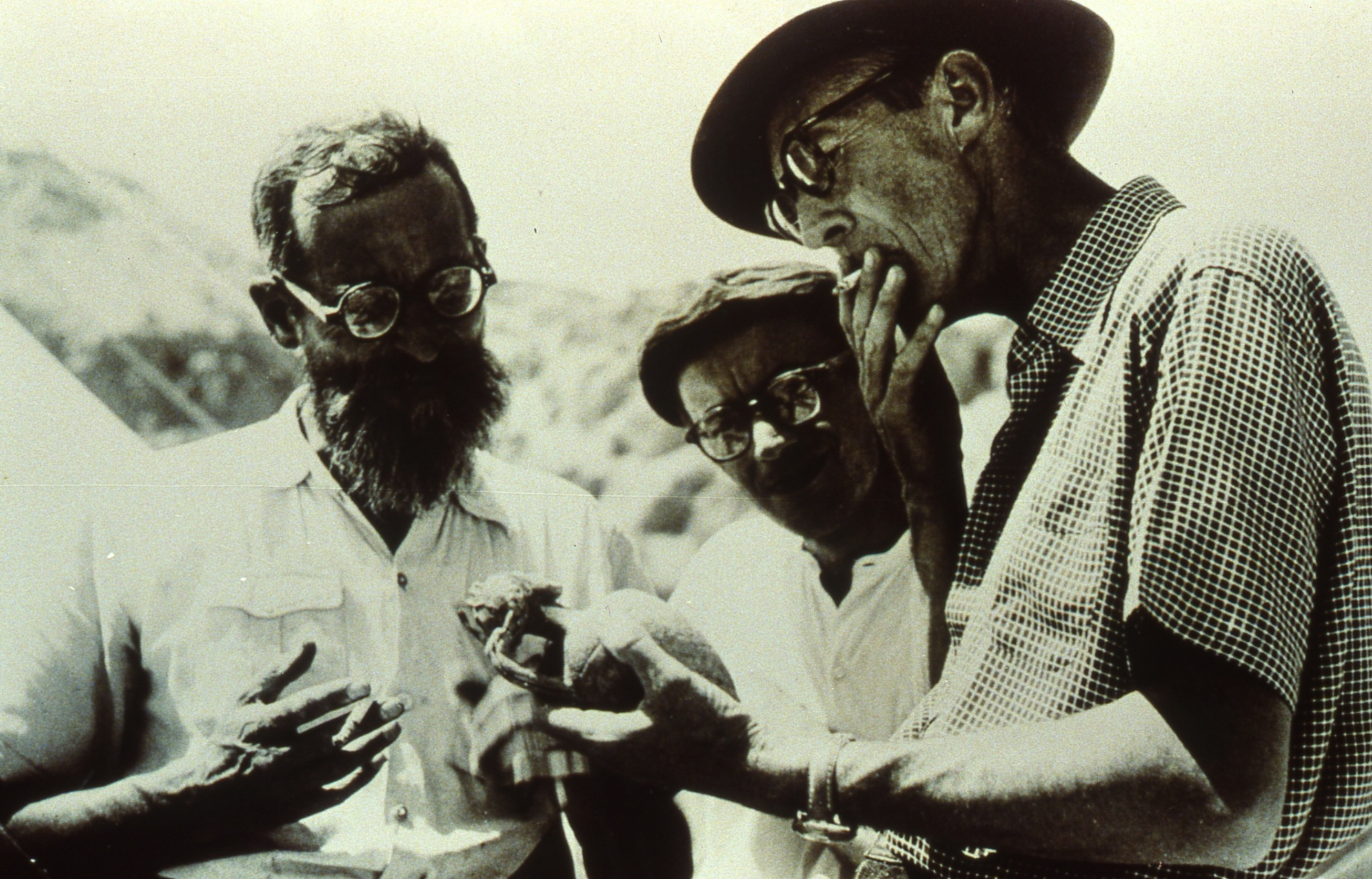
Das Ausgräberteam, von links nach rechts: Roland de Vaux, Józef T. Milik, Gerald Lankester Harding (1952)

1949 führten Gerald Lankester Harding und Roland de Vaux einen Oberflächensurvey von Qumran durch und legten zwei Gräber frei. Eine Beziehung zu den Schriftrollenfunden in der nahegelegenen Höhle 1 sahen sie zu diesem Zeitpunkt nicht.
Eine Ausgrabung der jordanischen Altertümerverwaltung, der École Biblique und des Palestine Archeological Museum (Rockefeller Museum) vom 24. November bis 12. Dezember 1951 folgte, die sich auf das Hauptgebäude von Qumran und einige Gräber beschränkte. Das Hauptgebäude datierte de Vaux aufgrund von Münzen und Keramik von der Zeitenwende bis zum Jüdischen Krieg. Datierung und Konstruktion sprechen dagegen, dass dies (wie bisher vermutet) ein römisches Kastell war. Gegen ein Privathaus spreche die Größe des Friedhofs. De Vaux zog bereits zu diesem frühen Zeitpunkt der Grabungen die aus Höhle 1 bekannte Gemeinderegel zur Interpretation heran sowie die Erwähnung von Essenern nahe En Gedi durch Plinius den Älteren.
Nach einer Pause im Jahr 1952 wurde Qumran in vier weiteren Kampagnen sehr weitgehend ausgegraben:
- 9. Februar bis 4. April 1953: Zweite Kampagne (Hauptgebäude)
- 13. Februar bis 14. April 1954: Dritte Kampagne (Wirtschaftsbereich im Südosten)
- 2. Februar bis 6. April 1955: Vierte Kampagne (Wirtschaftsbereich im Westen; außerdem Entdeckung der Höhlen 7Q bis 10Q)
- 18. Februar bis 28. März 1956: Fünfte Kampagne (außerdem Entdeckung der Höhle 11Q)

Im Zusammenhang mit der Sueskrise verlor Lankaster Harding 1956 seine Stelle bei der jordanischen Altertümerverwaltung; de Vaux war fortan alleiniger Leiter der Grabungen. Vom 25. Januar bis 21. März 1958 grub sein Team die südlich von Qumran benachbarte Oase Ain Feshkha aus.
Von Dezember 1959 bis April 1960 führte Allegro Sondierungsgrabungen in mehreren Loci der archäologischen Stätte Qumran durch.
Von 1965 bis 1967 untersuchte Solomon H. Steckoll zwölf Gräber auf dem Friedhof von Qumran.
Kurz vor dem Sechstagekrieg leitete Rafiq W. Dajani Restaurierungsarbeiten in Qumran.

### Unter israelischer Verwaltung
Eine systematische Untersuchung der Höhlen nahe Qumran führte die Hebräische Universität Jerusalem 1984 und 1985 unter Leitung von Joseph Patrich durch. Daraufhin grub Patrichs Team von 1989 bis 1991 fünf dieser Höhlen aus. Dabei wurde ein Keramikkännchen aus herodianischer Zeit entdeckt, das möglicherweise Balsamöl enthielt. Die Erforschung weiterer Höhlen im Winter 1995/96 fand unter Leitung von Magen Broshi und Hanan Eshel statt.
Bei einem geophysikalischen Survey der Mergelterrasse von Qumran machte das Team von James E. Strange 1996 einen aufsehenerregenden Einzelfund, das sogenannte Jachad-Ostrakon (heute im Israel Museum, Jerusalem).
Erstmals seit de Vaux’ Grabungen fanden von 1993 bis 2004 wieder Grabungen im Bereich der archäologischen Stätte Qumran statt. Unter Leitung von Itzhak Magen und Yuval Peleg grub hier ein Team im Auftrag der israelischen Antikenbehörde.
Von 2002 bis 2005 folgten Grabungen auf dem Plateau unter Leitung von Randal Price und Oren Gutfeld, 2015 und 2016 ausgiebige Ausgrabungen des nördlichen Teils des Friedhofs durch Hanania Hizmi, Yevgeni Aharonovich und Dotan Traubman. Dabei wurden 27 Gräber geöffnet. Sie enthielten 33 Skelette. Im Zuge der Untersuchung der Skelette wurden die früheren Knochenfunde erneut untersucht. Er zeigte sich, dass etliche der Skelette, die man bisher als Frauen identifiziert hatte, in Wirklichkeit von Männern stammten.
2020 und 2021 wurden intensive Restaurierungsmaßnahmen in der Qumransiedlung und auf dem Friedhof vorgenommen. Man versuchte den Zustand der Grabung aus den 1950er Jahren wiederherzustellen. Das Aussehen der Siedlung wurde dabei allerdings stark verändert, so dass etliche Archäologen seitdem von „Qumran-Disneyland“ sprechen. Zudem wurde ein neuer Eingang und ein neues Besucherzentrum mit einem kleinen Museum gebaut. Besucher können nun zum ersten Mal am Fundort einige der Keramiken sehen, die unter de Vaux ausgegraben worden waren.

## Besiedlungsphasen

### Eisenzeit
Im späten 8. oder frühen 7. Jahrhundert v. Chr. siedelten erstmals Menschen auf der Mergelterrasse von Qumran. Das Südreich Juda erlebte zu dieser Zeit einen Bevölkerungsanstieg, der dazu führte, dass im Jordangraben und am Ufer des Toten Meeres mehrere, meist sehr kleine Siedlungen neu entstanden. Man nimmt häufig an, dass Flüchtlinge aus dem Nordreich Israel in den Süden kamen, nachdem die Neuassyrer Samaria erobert hatten (720 v. Chr.). Magen und Peleg vermuten, dass die eisenzeitlichen Bewohner Qumrans solche Flüchtlinge aus dem Norden waren. Ausschlaggebend für die Wahl des Ortes war die Möglichkeit, in der winterlichen Regenzeit aus dem benachbarten Wadi Qumran Wasser zu entnehmen und dabei vor Überschwemmung sicher zu sein. Andere Kleinsiedlungen entstanden an Quellen, was vorteilhafter war. Es handelte sich bei Qumran und anderen Kleinsiedlungen im Bereich des Toten Meeres demnach nicht um ein königliches Projekt zur Grenzsicherung, sondern um „private“ Siedlungsversuche.
Sowohl das Team von de Vaux als auch das von Magen und Peleg fand große Mengen eisenzeitliche Keramik an verschiedenen Stellen der Mergelterrasse. Besonders bemerkenswert war ein Krughenkel mit dem Abdruck eines Lammelech-Stempels und ein Ostrakon mit althebräischer Schrift (beide unter L68). De Vaux ging davon aus, dass einige hellenistische Mauerzüge auf Fundamenten der Eisenzeit errichtet wurden. Mit dieser Annahme rekonstruierte er ein rechteckiges Gebäude mit einer Reihe von Räumen an der Ostseite eines offenen Hofs, an dessen Westseite sich eine runde Zisterne (L110) befand. Damit entspreche die Anlage bekannten israelitischen Festungen in der Buqeiʿa, im Negev und andernorts.
De Vaux’ Rekonstruktion ist nach den Grabungen von Magen und Peleg nicht mehr haltbar. Die Fundamente stammen demnach wie das Gebäude selbst aus hellenistischer Zeit; das runde Becken L110 sei gleichzeitig mit den beiden gestuften Becken L117 und L118. Die eisenzeitlichen Bewohner lebten nach Magen und Peleg in Hütten aus Lehm und Holz, teilweise mit Feldstein-Fundamenten. Ein steinerner Turm als Mittelpunkt der Siedlung sei möglich. Für ein großes, mit hydraulischem Mörtel abgedichtetes Wasserbecken fehlten die technischen Voraussetzungen; eisenzeitliche Wasserbecken waren recht klein, und es sei daher zu vermuten, dass Qumran ebenso wie vergleichbare Kleinsiedlungen im Jordangraben und am Toten Meer nur im Winter und Frühjahr bewohnt wurde.

### Hasmonäische und herodianische Zeit
Die Funktion der Anlage in dieser Periode wird kontrovers diskutiert.

#### Religiöse Gemeinschaftssiedlung

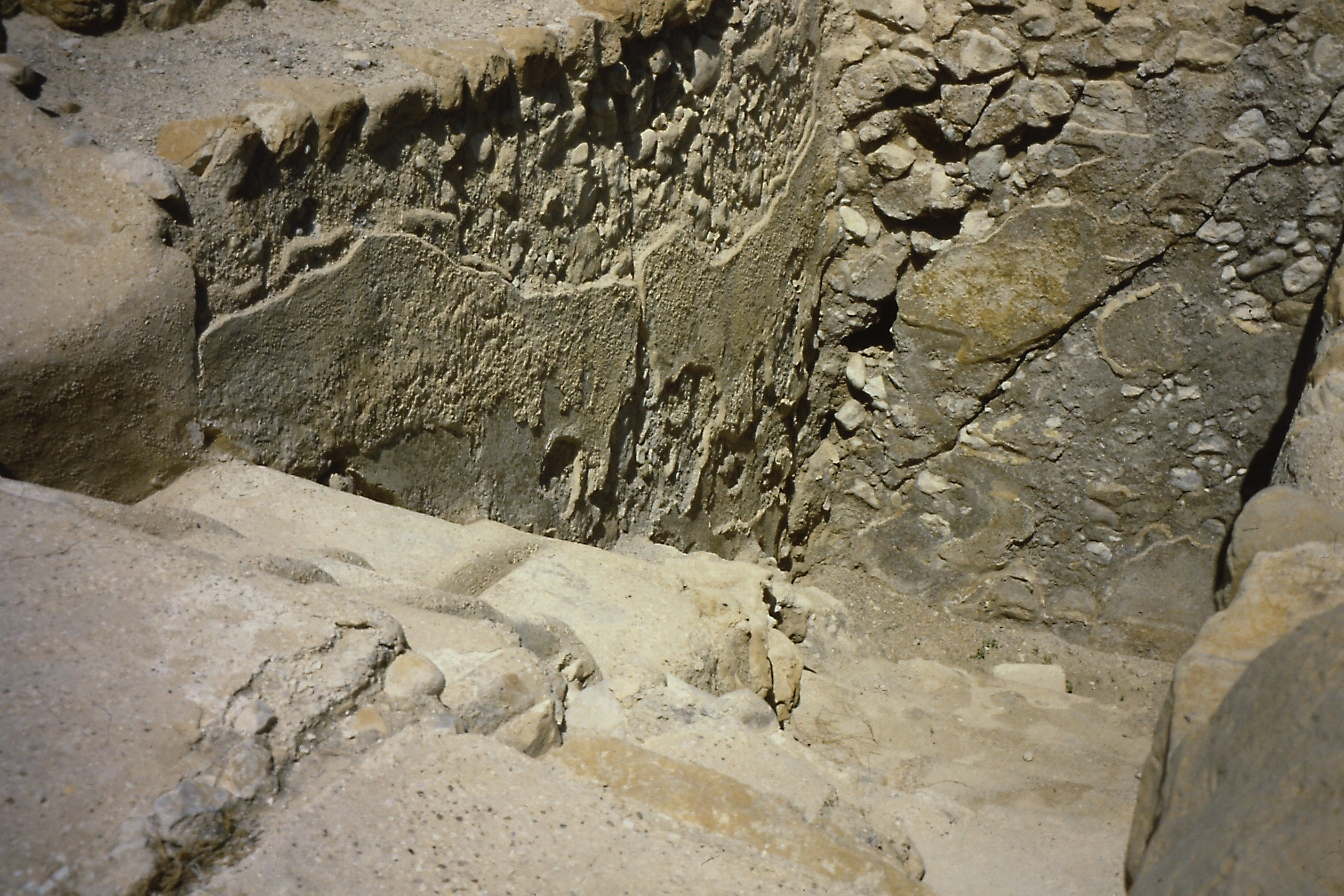
Erdbebenschäden, deutlich sichtbar in L48–L50, markierten für de Vaux das Ende der Periode Ib

In seiner klassisch gewordenen Deutung der Anlage gebrauchte der Ausgräber Roland de Vaux bewusst nicht den Begriff Kloster. Er charakterisierte die Siedlung vielmehr so: „Die planvolle Anlage der Gebäude, die gemeinsamen Lagerräume, die gemeinsamen Werkstätten, die Gemeinschaftsküche, der Versammlungsraum und das gemeinsame Refektorium wie auch der gemeinsame Friedhof sind Kennzeichen einer Kommunität; das sehr differenzierte System der Wasserversorgung und die ordentliche Anlage des großen Friedhofs sind Zeichen einer diszipliniert lebenden Gemeinschaft; die besonderen religiösen Rituale, die in den Beerdigungsgebräuchen und der Deponierung von Tierknochen erkennbar sind, sind Zeichen einer religiösen Gemeinschaft.“ Auch in den Schweich Lectures hob de Vaux hervor, dass der Plan der Anlage zeige, dass gemeinschaftliche Tätigkeiten für die Bewohner zentral gewesen seien.
Dagegen betont Jean-Baptiste Humbert: Qumran war kein Kloster nach Art des Mittelalters. Es war ein Gemeinschaftszentrum, genauer gesagt, ein Zentrum für die Gemeinschaft, das diese in einer hasmonäischen Villa einrichtete. Die Zahl der ständigen Bewohner war nämlich seiner Meinung nach gering.
Nach der schlecht fassbaren eisenzeitlichen Vorgängersiedlung stellte sich für de Vaux die Siedlungsgeschichte von Khirbet Qumran so dar:
Periode Ia: In der 2. Hälfte des 2. Jahrhunderts v. Chr. siedelte sich eine Gruppe auf der Mergelterrasse an. Sie machten Gebrauch von den eisenzeitlichen Ruinen und setzten die runde Zisterne L110 instand. Zwei benachbarte rechteckige Becken (L117, L118) wurden neu gegraben. Ein neuer Kanal leitete Wasser heran, und ein Absetzbecken (L119) klärte es, bevor es in die Zisternen gelangte. Der Raum oder die Einfriedung L101–L102 entstand im Bereich dieser Wasseranlagen, sowie eine Reihe von Räumen bei der runden Zisterne (L115, L116, L125, L126, L127) und im Norden (L129, L130, L140, L141). Im Osten der Anlage ließ sich die Periode Ia schlecht nachweisen. De Vaux ordnete ihr die südliche Mauer L34–L36 und zwei benachbarte Töpferöfen im Südosten (L66) zu.
Periode Ib: Die Gebäude wurden schnell erweitert; es entstand eine Gemeinschaftssiedlung. Diesen Ausbau ordnet de Vaux aufgrund der Münzfunde der Regierungszeit des Alexander Jannaios zu. Im Nordwesten gab es einen zweistöckigen Wachtturm auf quadratischem Grundriss (L9–L11), da der Hauptzugang nach Qumran damals wie heute von der Nordseite her erfolgte. Der Zugang zum Turm befand sich auf Höhe des ersten Stocks und erfolgte über eine Außentreppe entlang der Westmauer (L13). Nach einem Treppenabsatz im ersten Stock schloss sich entlang der Nordmauer die Treppe zum zweiten Stock an.
Neben dem Turm war der Haupteingang. Zwei weitere Eingänge lagen bei den Wasseranlagen im Nordwesten (L138) und bei der Töpferwerkstatt im Osten (L84). Wer einen der beiden nördlichen Eingänge benutzte, gelangte durch ein weiteres Tor westlich des Wachtturms (L128) in eine für die Struktur der Anlage wichtige Passage. Von hier aus konnte man den Komplex der Nebengebäude um die runde Zisterne betreten oder sich nach Osten wenden und ins Hauptgebäude eintreten. Letzteres hatte eine Grundfläche von etwa 30 × 37 m und bestand aus einer Reihe von Räumen um einen offenen Innenhof. Die Nutzung des großen Raums im Norden des Innenhofs (L38, später Küche) blieb unbestimmt. Im Südosten des Hauptgebäudes gab es ein Ensemble von drei Räumen (L1, L2, L4), wobei L1 und L2 ursprünglich (in Periode Ia) nur ein Raum war, der ausschließlich durch L4 zu betreten war; L4 hatte als Besonderheit eine etwa 10 cm hohe, verputzte umlaufende Bank und wurde daher als Versammlungsraum bezeichnet. Die aufwändigen Wasserinstallationen wurden in Periode Ib gebaut und waren bis zum Ende von Periode II mit Modifikationen in Gebrauch. Die Siedlungsperiode Ib endete mit einem schweren Erdbeben, dessen Schäden überall in der Siedlung erkennbar sind, am massivsten aber bei dem Stufenbecken L48–L50. De Vaux datierte dieses Beben, das von einem Feuer gefolgt war, auf 31 v. Chr. Während der Regierungszeit des Herodes war die teils ausgebrannte Ruine unbewohnt. Da die Wasserinstallationen nicht gewartet wurden, überschwemmte Wasser die Anlage, und Sediment überlagerte die Ascheschicht des Brandes.
Periode II: Die gleiche Gemeinschaft kehrte zurück und renovierte die Gebäude. Dafür spricht, dass der Plan der Anlage und die Nutzung der meisten Gebäude mit Periode Ib übereinstimmt. Die Räume wurden von Schutt gereinigt. Damit verschwanden wohl auch viele kleine Objekte, die Hinweise auf die Raumnutzung hätten geben können. Im Geschirraum wurde die Masse der zerbrochenen Keramik hinter einer Zwischenwand verborgen. Der Turm wurde mit einem Glacis verstärkt. Der Speise-/Versammlungsraum wurde ins Obergeschoss von L77 verlegt und die Zwischendecke durch Pfeiler gestützt.
Im Jüdischen Krieg zerstörte die römische Armee Qumran (68 n. Chr.).

#### Militärische Funktion
Die Hasmonäerkönige Johannes Hyrkanos I., Aristobulos und Alexander Jannäus sicherten ihre Ostgrenze durch eine Reihe von Festungen gegen das angrenzende Reich der Nabatäer: Alexandreion und Dok im Norden, Masada im Süden, Machaerus am Ostufer des Toten Meeres und Kypros zur Sicherung der Straße nach Jerusalem. Qumran war in diesem Verteidigungssystem ein untergeordneter Beobachtungsposten. Die Mergelterrasse ermöglichte gute Sicht auf das Tote Meer und den Uferbereich. Für die Abwehr eines feindlichen Angriffs war das hellenistische Qumran dagegen nicht ausgelegt. Im Rahmen ihres Befestigungssystems hätten die Hasmonäer wohl keine Besiedlung eines strategisch wichtigen Punkts durch eine Gruppe zugelassen, die ihrer Regierung kritisch gegenüberstand.

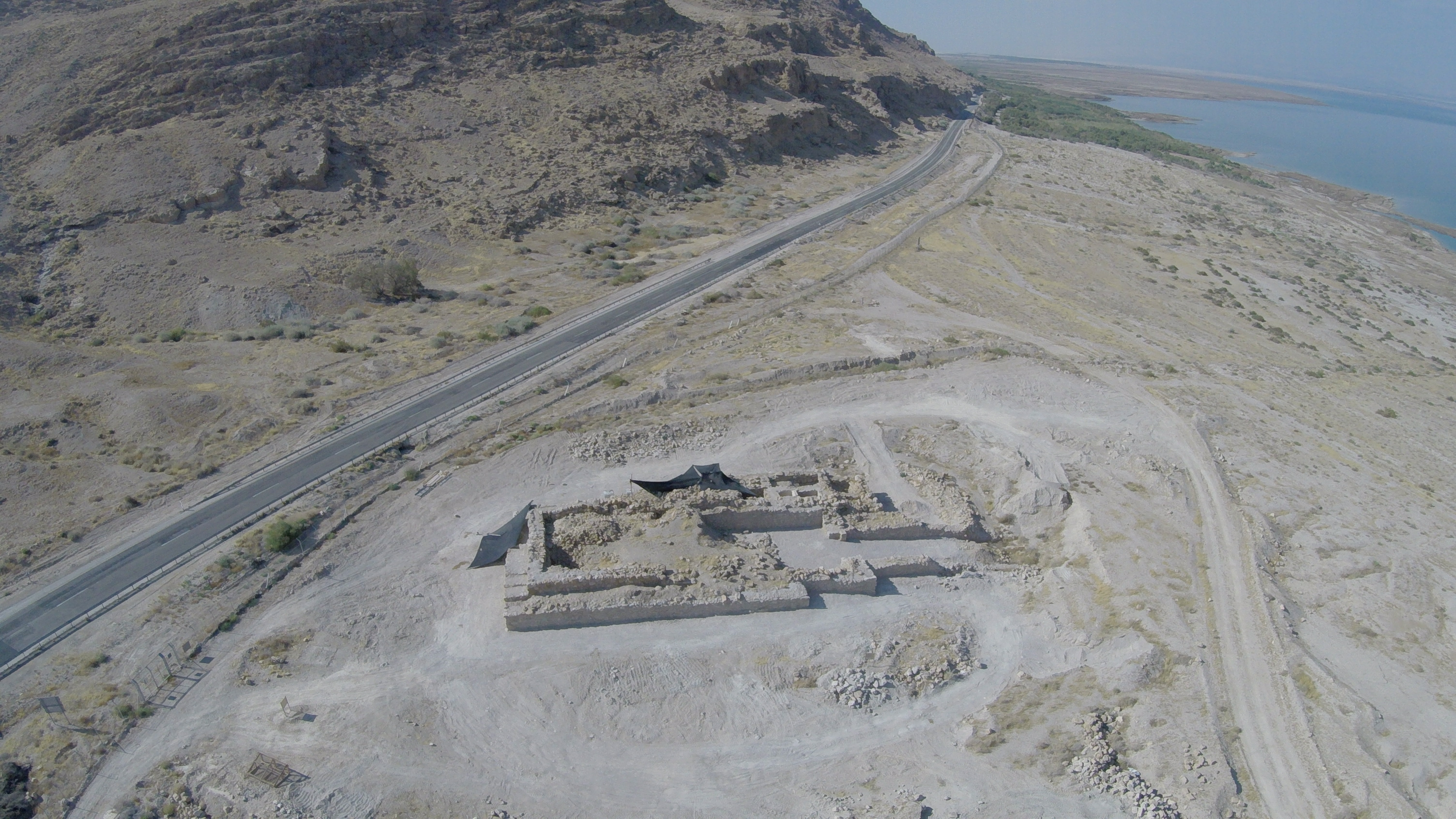
Archäologische Stätte Khirbet Mazin

„Die uns zur Verfügung stehenden archäologischen Daten ermöglichen es, Qumran während der Hasmonäerzeit als einen befestigten, rechtwinkligen, zweigeschossigen Komplex zu rekonstruieren, der mit einem großen, imposanten Eckturm ausgestattet war.“ Magen und Peleg weisen auf ähnliche Anlagen in Rujm el-Bahr und Khirbet Mazin hin.
Eine militärische Nutzung während der Hasmonäerzeit kann die Befunde des Friedhofs erklären (zahlreiche Einzelgräber, größtenteils Männer). Die von Ronny Reich festgestellten 20 Ritualbäder aus hasmonäischer Zeit passen hingegen nicht zu einer Festung, sondern sprechen für eine Siedlung mit zahlreichen jüdischen Priestern, die ein hohes Interesse an ritueller Reinheit hatten.

#### Hasmonäische Villa
Jean-Baptiste Humbert sieht im Hauptgebäude eine Villa bzw. Winterresidenz der Hasmonäerzeit: ein symmetrisch um einen Hof angelegtes Hauptgebäude mit vier Räumen auf quadratischem Grundriss an der Ost- und Westseite und zwei Räumen mit rechteckigem Grundriss im Norden und Süden. Zu diesem Bauwerk gehörte möglicherweise ein Gartentriklinium, dessen Lage nicht mehr feststellbar ist, ein Distylon in antis, wohl als Zugang zu diesem Triklinium, ein Opus-sectile-Fußboden und eine Kolonnade mit Eierstab-Verzierungen oberhalb der Säulen.

#### Gewerbliche Anlage
Nach David Stacey entstanden wesentliche Teile des Hauptgebäudes erst in herodianischer Zeit. Abgesehen von dem Turm, der zur Beobachtung der Route nach Hyrkania gedient habe, bestand das hasmonäische Qumran aus Töpferöfen, Werkstätten und Lagerräumen fast ohne Wohneinheiten. Wegen der schlechten Wasserversorgung sei die Anlage wohl nur während des Winters unter anderem für Laugenherstellung, Salzgewinnung und Bitumensammlung genutzt worden. Das nahegelegene königliche Landgut Jericho sei die Basis für die saisonal hier tätigen Handwerker gewesen. Qumran war also eine Außenstelle dieses Kronguts.
Stacey hält das Hauptgebäude nicht für den ältesten Kern der Siedlung. Stacey nutzt die Entwicklung der Wasserversorgung, um die architektonische Entwicklung Qumrans in der Hasmonäerzeit nachzuvollziehen, während Hischfeld, Magen/Peleg und Humbert „typische“ militärische Posten bzw. Landgüter vergleichen und das Hauptgebäude dementsprechend rekonstruieren.

### Frührömische Zeit
Nach Magel und Peleg verlor Qumran seine militärische Bedeutung mit dem Beginn der römischen Herrschaft in Palästina (63 v. Chr.). Die Folgen des Erdbebens 31 v. Chr. halten sie für vergleichsweise weniger gravierend. Stacey dagegen macht das Erdbeben zum Ausgangspunkt seiner Datierung. Erst danach, mit der Expertise, die in herodianischer Zeit vorhanden war, entstand das aufwändige und wartungsintensive Wasserversorgungssystem.
Dennis Mizzi weist darauf hin, dass die architektonischen Schmuckelemente, die in Qumran sekundär verbaut gefunden wurden, nicht zueinander passen, was bei einer relativ kleinen hasmonäischen Villa aber zu erwarten wäre. Er vermutet daher, dass es kein repräsentatives Gebäude in hasmonäischer Zeit gab und diese Schmuckelemente vielmehr als Baumaterial von benachbarten Ruinen (Jericho, Rujm el-Bahr, Khirbet Mazin, Machaerus, Ein ez-Zara) hergebracht wurden.

## Die antike Siedlung
Der Ausgräber Roland de Vaux führte eine Aufteilung des Grabungsareals in nummerierte Loci (Singular: Locus, abgekürzt: L) ein, die seither beibehalten wird. Den Begriff Locus (lateinisch: Ort) verwendet man für „Installationen (z. B. Öfen, Vorratsgruben) oder Mauern, den Raum zwischen zwei Mauern, die Fläche eines Zimmers u. a.“ Mit diesem System kann man einen Einzelfund (zum Beispiel eine Münze oder ein Tintenfass) seinem Fundkontext zuordnen. Im Unterschied zur heutigen Praxis behielt Roland de Vaux allerdings die bei Beginn der Grabung einmal festgelegten Nummern der Loci durch alle Straten bei. Deshalb ist oft nicht mehr nachvollziehbar, in welchem Stratum ein Einzelfund entdeckt wurde.
Diese aus heutiger archäologischer Sicht unzureichende Stratigraphie de Vaux’ hat zur Folge, dass Eckdaten seiner Chronologie nicht verlässlich sind. Das betrifft die Anlage der hellenistischen Siedlung (de Vaux: um 130 v. Chr.; heute: 90/80 v. Chr.) und eine von de Vaux angenommene, heute nicht mehr vertretene 30-jährige Siedlungspause nach dem Erdbeben des Jahres 31 v. Chr. Damit verkürzt sich die Zeit, in der Essener in Qumran lebten und dort Schriftrollen kopierten, auch bei den Autoren, die an diesem Szenario festhalten:
- Roland de Vaux: um 130 v. Chr. – 31 v. Chr. und nach Siedlungspause 4 v. Chr. – 68 n. Chr., insgesamt 172 Jahre;
- Jodi Magness: 90 v. Chr. – 68 n. Chr., insgesamt 158 Jahre;
- Joan Taylor und Jean-Baptiste Humbert: 40 v. Chr. – 68 n. Chr., insgesamt 108 Jahre.

Alle stimmen darin überein, dass Qumran 68 n. Chr. während des Jüdischen Krieges von der römischen Armee im Zusammenhang der Eroberung Jerichos zerstört und dabei sozusagen eingefroren wurde.

### Hauptgebäude

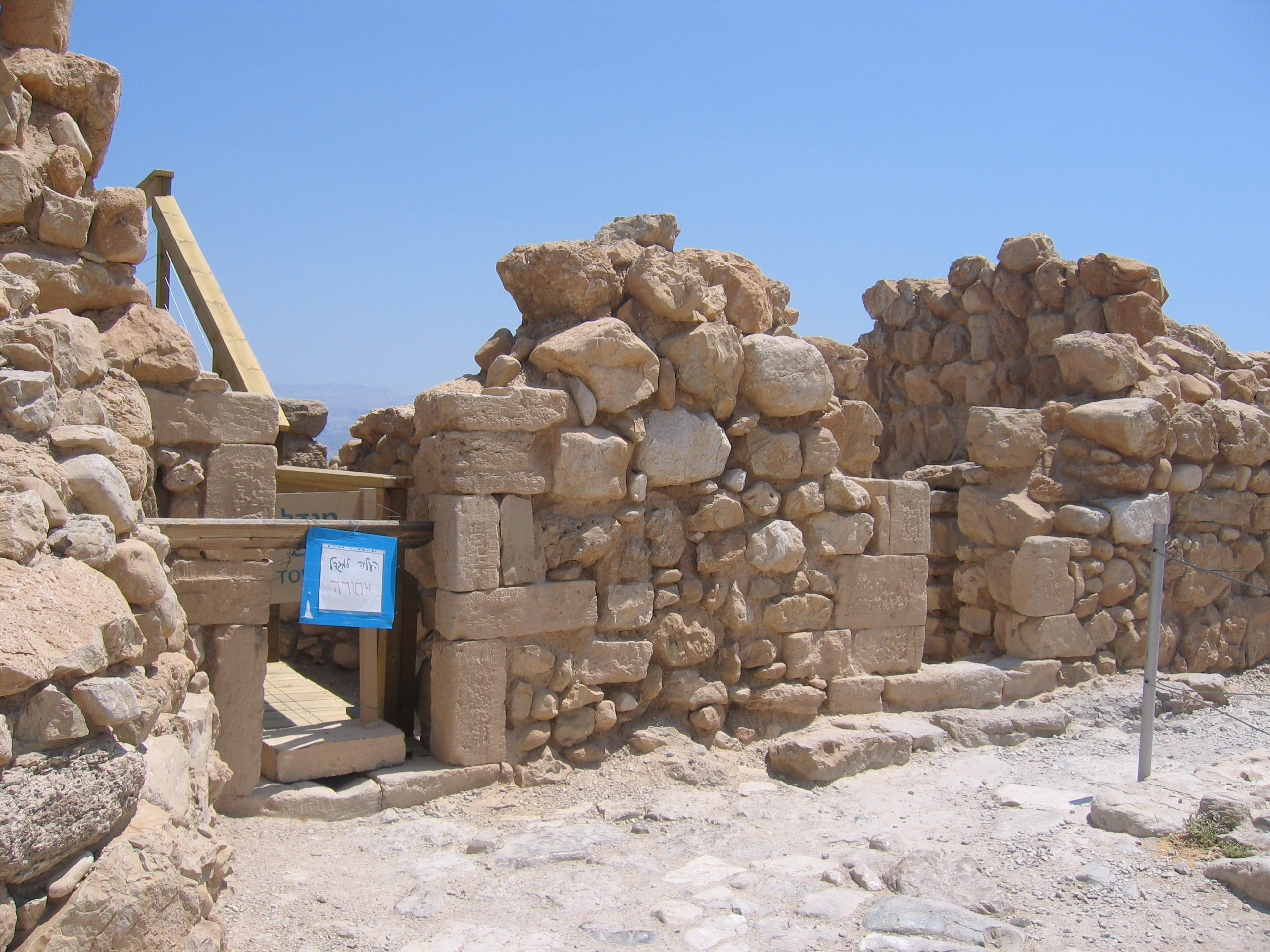
Doppeltor mit Sandstein-Rahmen

Das Hauptgebäude um einen annähernd quadratischen Innenhof ist der am besten erhaltene Teil von Khirbet Qumran. Der Turm in der Nordwestecke ist noch maximal 4,5 m hoch erhalten, und auch die Mauern der östlich und südlich angrenzenden Gebäude erreichen noch Höhen von 2 m bis 3,5 m. Die Fassade zeigte nach Westen; hier befand sich ein Doppeltor mit Rahmen aus Quadersteinen und dekorierten Rändern. Das dafür verwendete Material war Sandstein aus den 20 km nördlich liegenden Steinbrüchen von Khirbet Samra. Es wurde auch bei den Winterpalästen von Jericho verbaut. Diese Türrahmungen stellen also einen Architekturschmuck dar, der sich von den Mauern aus grob behauenen und mit Kalkmörtel verbundenen Steinen abhebt.
Im Nordwesten gab es einen zweistöckigen Wachtturm auf quadratischem Grundriss (L8–L11), da der Hauptzugang nach Qumran damals wie heute von der Nordseite her erfolgte. Im Erdgeschoss hatte er keinen Eingang, vielmehr war der Turm von der restlichen Bebauung etwas isoliert und wurde über Holzbrücken in der zweiten Etage betreten.

### Speiseraum und Geschirrkammer
L77 war mit 22 m Länge und 4,50 m Breite der größte Raum der Siedlung. Er besaß zwei Türen, und für de Vaux war es evident, dass er als Versammlungsraum diente. Im westlichen Bereich des ost-westlich orientierten Raumes hebt sich eine Steinpflasterung von dem umgebenden Estrich ab. „Dies scheint den Ort zu markieren, an dem der Leiter der Versammlung zu stehen hatte.“ L77 habe aber auch als Refektorium gedient, da es eine Wasserzuleitung gab und der Fußboden so geneigt war, dass man ihn auf diese Weise leicht reinigen konnte. Wenn es notwendig war, einen großen Raum häufig zu reinigen, indem man ihn unter Wasser setzte, war dies ein Essraum, so de Vaux.

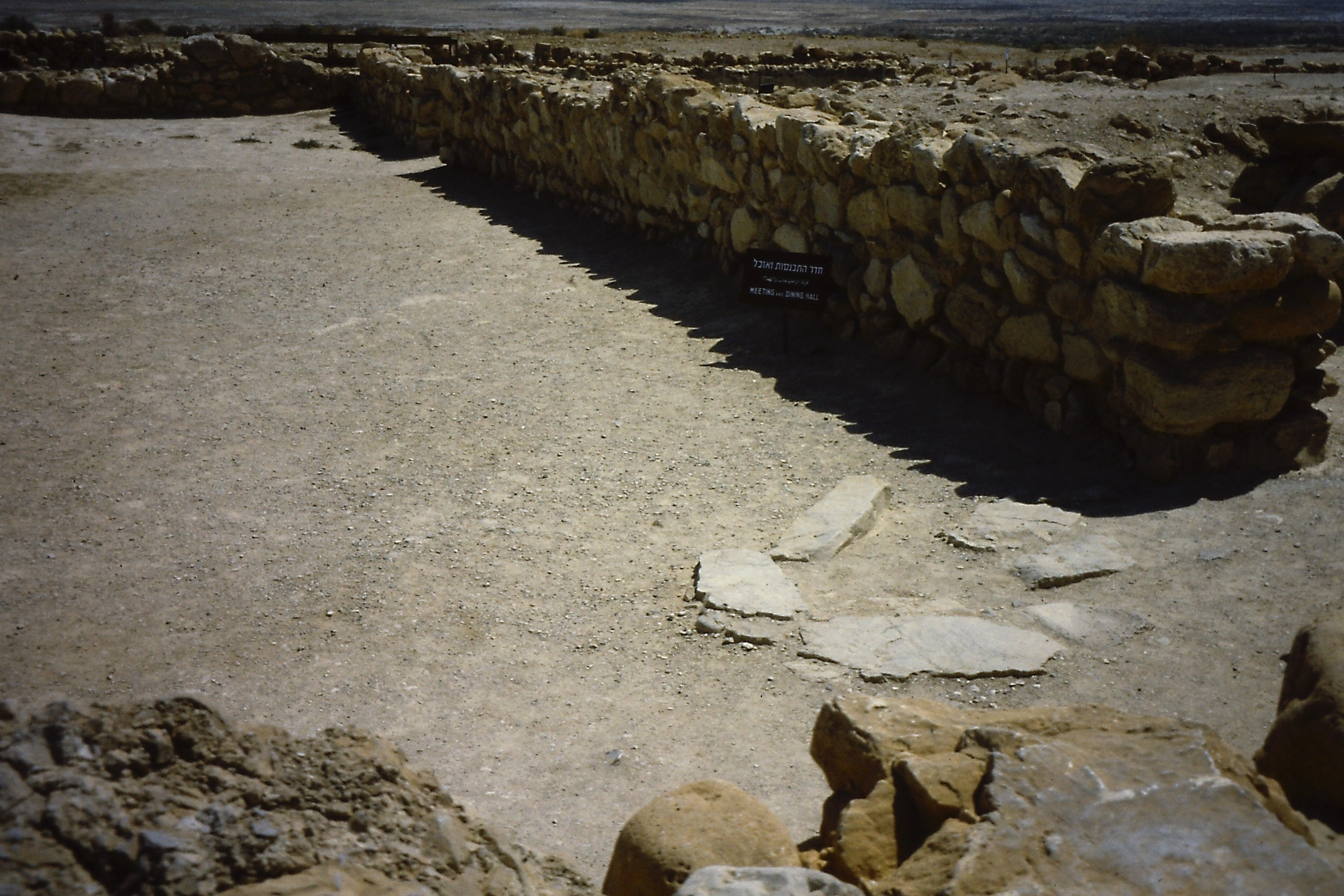
Bodenpflasterung, gedeutet als Vorsteherplatz, in L77

Eine Bestätigung dafür bot der neben dem Vorsteherplatz anschließende, benachbarte Raum (L86–89). Bei einem Erdbeben stürzte die Decke ein und zerstörte ein Ensemble von mehr als 1000 Tongefäßen, wobei Koch- und Vorratsgefäße wie auch Lampen, sonst im Fundgut häufige Keramikobjekte, fehlten. Dagegen war alles vorhanden, was für eine Mahlzeit gebraucht wurde: „Krüge, um Wasser zu verteilen, Kannen und Becher zum Trinken, Platten, um Speisen zu servieren, Teller und Schalen zum Essen.“
Yizhar Hirschfeld stimmte der Interpretation von L77 als Speiseraum und L86–89 als zugehörige Geschirrkammer zu. „Ähnliche Hallen fand man in mehreren judäischen Anlagen aus späthellenistischer und frührömischer Zeit, z. B. Beth Zur, Khirbet el-Muraq, Horvat Salit, Kalandiya und auf dem Berg Gerizim.“ Seiner Meinung nach aßen hier die Arbeiter und Sklaven, aber auch Jerusalem-Pilger und Reisende.

### Wasserinstallationen
Ebenso wie in Masada und Hyrkania, war das Wasserversorgungssystem von Qumran darauf ausgelegt, bei den seltenen und plötzlichen Hochwassern eine große Wassermenge aufzufangen, in Absetzbecken zu klären und mit Überlaufvorrichtungen in Reservoirs zu leiten. Während die Wasserinstallationen von Qumran heute für den Besucher offen daliegen, waren sie in der Antike unter Abdeckplatten verborgen oder in Gebäude einbezogen.
Im Winterhalbjahr, wenn das Wadi Qumran sich mit Wasser füllte, gab es dort einen Wasserfall. Die Qumraner bauten darunter einen Damm, der das Wasser aufstaute, und einen über 700 m langen Kanal (Aquaedukt), der dieses Wasser in die Siedlung leitete. Er war verputzt und mit Steinplatten abgedeckt, an einer Stelle wurde er als Tunnel durch eine Klippe geführt. Der Aquaedukt erreichte die Siedlung im Nordwesten. Hinter einem Schleusentor befand sich ein großes, flaches Absetzbecken (L132, L137). Von dort wurde das Wasser zu der runden Zisterne und den beiden benachbarten Becken aus Periode Ia geleitet. Der Hauptkanal verlief von der runden Zisterne in südöstlicher Richtung zum Absetzbecken L83, änderte dort seine Richtung nach Osten und füllte ein großes, gestuftes Becken (L56, L58) zwischen der Südwand des Hauptgebäudes und dem Speise- bzw. Versammlungsraum (L77). Der Kanal wurde an der Nordseite dieses großen Stufenbeckens entlanggeführt und teilte sich danach: der nördliche Ast füllte zwei Stufenbecken (L48–L50); der südliche Ast verließ den Bereich des Hauptgebäudes, füllte das kleine Stufenbecken L68, das Wasserbecken der Töpferwerkstatt (L75), ein weiteres Absetzbecken (L69) und schließlich das große Stufenbecken im Südosten der Siedlung (L71).
Insgesamt konnten die Wasserbecken von Khirbet Qumran nach Messungen von Yizhar Hirschfeld maximal 1200 Kubikmeter Wasser aufnehmen; zum Vergleich: die Zisternen von Masada fassten 46.500 Kubikmeter. Etwas geringere Werte gibt Daniel Stökl Ben Ezra an: fast 1000 Kubikmeter. Wenn man pro Person und Tag 7 Liter Wasser veranschlagt, wäre der Jahresbedarf an Trinkwasser von 400 Menschen gedeckt gewesen; ein erheblicher Teil des Wassers wurde allerdings für religiöse und wirtschaftliche Zwecke (Töpfereien) gebraucht und stand nicht zum Trinken zur Verfügung. Die Bewohner waren Juden und nutzten die Stufenbecken als Mikwen (rituelle Tauchbäder). Als de Vaux in Qumran grub, war das Vorhandensein mehrerer Mikwen eine Singularität; inzwischen ist derartiges auch von anderen jüdischen Wohngebieten aus hellenistischer und frührömischer Zeit bekannt. Es ist ein Indiz für Wohlstand und wahrscheinlich auch Zugehörigkeit zum Priestertum, da kultische Reinheit für Angehörige von Priesterfamilien besonders wichtig war. Wenn man die meisten Wasserbecken der Siedlung als Mikwen identifiziert, reduziert sich allerdings auch die Trinkwassermenge, die in Zisternen zur Verfügung stand, und entsprechend die Anzahl der Menschen, die in Qumran leben konnte.

### Töpfereien
Die von Roland de Vaux der Periode Ib zugeordnete Töpferwerkstatt im Südosten von Khirbet Qumran besaß ein großes verputztes Becken (L75), das an den Hauptwasserkanal angeschlossen war. Darin wusch man den Ton. In einer Grube (L70) ließen ihn die Töpfer reifen. Die Töpferscheibe befand sich in einer mit Stein ausgekleideten Grube (L65). Nördlich von diesem Werkstattbereich standen zwei runde Brennöfen (L64, L84). Von dem durch Stufen abgesenkten Zwischenraum aus konnten die Töpfer die Öfen beschicken. De Vaux’ Team fand in diesem Bereich Asche, Scherben und einen eisernen Schürhaken.

### Friedhof

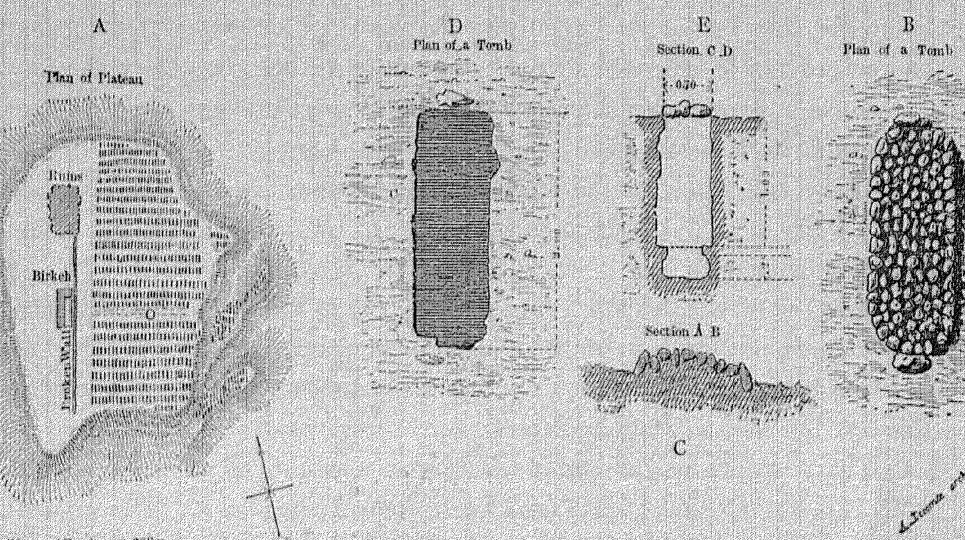
Clermont-Ganneaus Ausgrabung auf dem Friedhof von Qumran (1874)

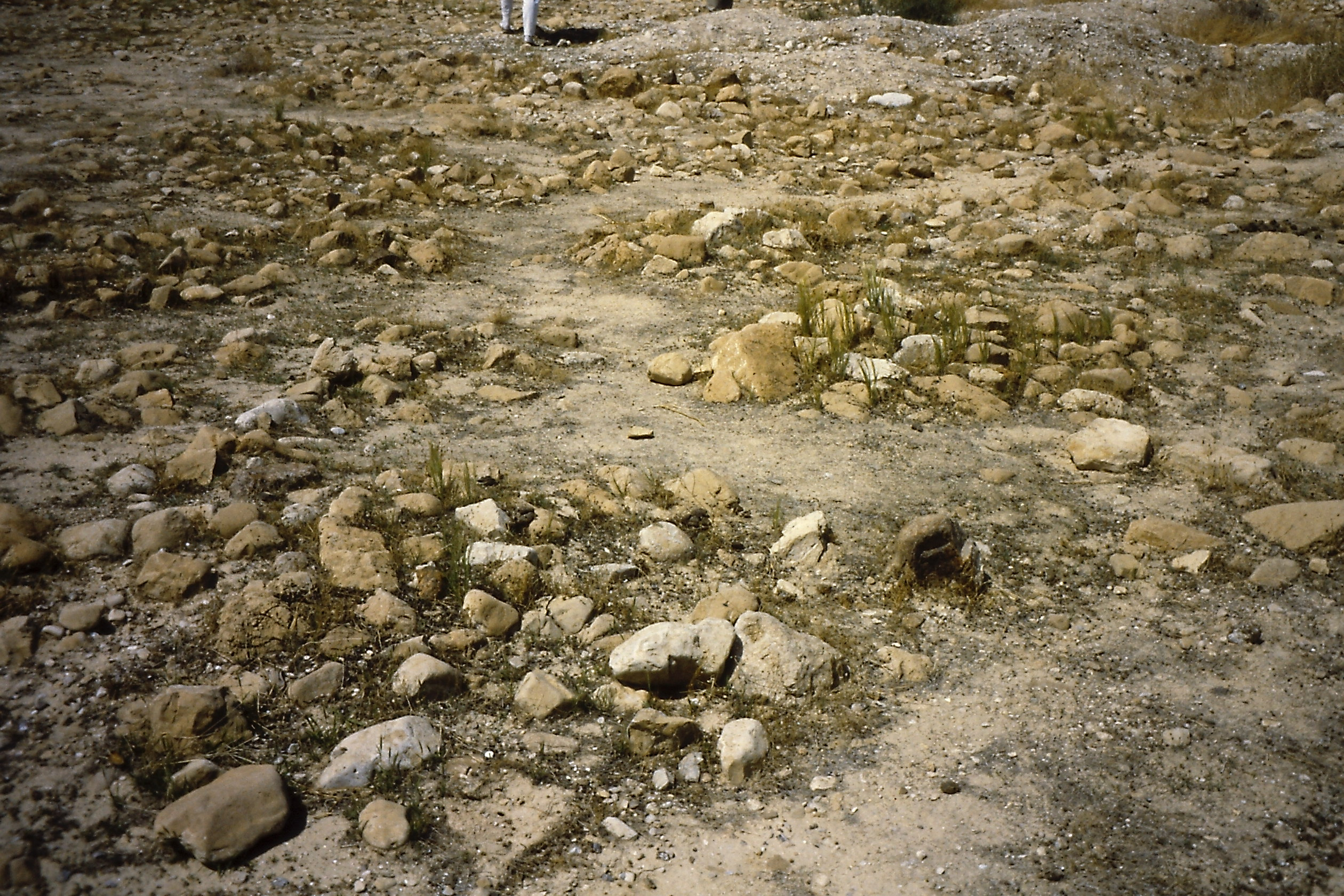
Gräberfeld (1990)

In der Frühphase der Erforschung von Qumran zog der Friedhof mit seinen etwa 1100 Gräbern (in der Regel Einzelgräber) großes Interesse auf sich. Die Aufzeichnungen von Clermont-Ganneau (Foto) zeigen auf dem Übersichtsplan neben den Ruinen im Westen (Turm, Mauer und Wasserbecken) ein großes, regelmäßig angelegtes Gräberfeld. Ein von ihm untersuchtes Einzelgrab wird im Querschnitt, Längsschnitt und in der Aufsicht dargestellt.
Aufgrund der Nord-Süd-Orientierung der meisten Gräber war bereits für Clermont-Ganneau klar, dass es sich um Bestattungen aus vormuslimischer Zeit handeln musste. Üblicherweise ist ein Grab des Qumran-Friedhofs an der Erdoberfläche mit einer längsovalen Lage von Feldsteinen gekennzeichnet. Darunter befindet sich das Schachtgrab; die Tiefe schwankt zwischen 0,8 und 2,5 m. Meist gibt es auf dem Boden des Schachtes eine seitliche Nische (Loculus), worin der Leichnam in Rückenlage beigesetzt wurde.
Nachdem bereits seit Mitte des 19. Jahrhunderts einzelne Gräber untersucht worden waren, legte das Team von Roland de Vaux insgesamt 43 Gräber in verschiedenen Sektionen des Friedhofs frei, Solomon Steckoll erforschte zehn weitere Gräber, allerdings ohne genaue Angaben zur Lokalisierung zu machen. Hanan Eshel und Magen Broshi stellten die Diskussion des bisher nicht genau kartographierten Qumran-Friedhofs auf eine neue Basis, indem sie 2001 mit einem durch Bodenradar unterstützten Survey 1054 Gräber identifizierten, davon 999 in Nord-Süd-Ausrichtung, 55 in Ost-West-Ausrichtung.
De Vaux unterschied ein durch zwei Wege gegliedertes Hauptgräberfeld, das hinter einem etwa 50 m breiten Streifen ohne Beisetzungen östlich an die Siedlung anschließt, und drei fingerartige Erweiterungen noch weiter östlich, sowie ein etwas abseits gelegenen kleines Gräberfeld im Norden. Nach der Kartografierung von Eshel und Broshi stellt sich die Belegung der einzelnen Segmente so dar:
| Friedhofssegment      | Anzahl Gräber | davon Nord-Süd-orientiert | archäologisch untersuchte Gräber mit bekannter Lage | davon Gräber von Frauen und Mädchen (nicht sichere Geschlechtsbestimmung kursiv) |
| --------------------- | ------------- | ------------------------- | --------------------------------------------------- | -------------------------------------------------------------------------------- |
| Hauptfriedhof         | 825           | 727                       | 28                                                  | T22, T24b, G6 (Mädchen), G7                                                      |
| Nordhügel             | 81            | 58                        | 2                                                   | T9                                                                               |
| Nördliche Erweiterung | 51            | 50                        | -                                                   | T37                                                                              |
| Mittlere Erweiterung  | 129           | 122                       | 2                                                   | Grab 1000 (Sekundärbestattung, 2 Frauen), G8                                     |
| Südliche Erweiterung  | 91            | 42                        | 7                                                   | T32 (mit Schmuck), T33 (mit Schmuck), T34, T35a, T35b, T36 (Mädchen)             |

Magen und Peleg untersuchten weitere neun Gräber; vier davon enthielten keine menschlichen Gebeine. In zwei dieser unbenutzten Grabschächte fand man insgesamt 14 verschlossene keramische Vorratskrüge, die nach Meinung der Ausgräber kultisch unrein geworden waren und deshalb in bereits (möglicherweise im Kontext militärischer Auseinandersetzungen) vorbereiteten Gräbern deponiert wurden.
Die gleiche Art der Bestattung in Schachtgräbern wurde auch in ʿAin el-Ghuweir, Khirbet Qazone, Beit Safafa und Ḥiam el-Sagha dokumentiert, so dass einige Fachleute annehmen, dass es sich um die übliche Beisetzung der ärmeren jüdischen Bevölkerung in hellenistischer und frührömischer Zeit handelt. Schachtgräber mit Nord-Süd-Ausrichtung können jedenfalls nicht als Besonderheit von Qumran-Essenern gelten. Der Qumran-Friedhof fällt aber durch seine große Einheitlichkeit des Gräberfelds auf.
- Khirbet Qazone ist ein nabatäischer Friedhof des 1.–2. Jahrhunderts n. Chr. südöstlich des Toten Meeres mit rund 3500 Schachtgräbern in nord-südlicher Ausrichtung. Im Unterschied zu Qumran sind es Gräber von Männern, Frauen und Kindern entsprechend ihrem Anteil an der Bevölkerung, und einige der Bestattete trugen Schmuck (Armreifen, Ohrringe, Perlen).[71]

- ʿEn el-Ghuweir ist eine archäologische Stätte am Westufer des Toten Meeres, etwa 15 km südlich von Khirbet Qumran. Pesach Bar-Adon legte in dem 800 m nördlich der antiken Oasensiedlung gelegenen Friedhof 17 Schachtgräber frei, die bis auf eines nord-südlich ausgerichtet waren. Es waren Einzelgräber von 13 Männern, sieben Frauen und einem Kind, datiert in das 1. Jahrhundert v. Chr. / 1. Jahrhundert n. Chr.

In den 1990er Jahren wurde die Frage diskutiert, wie die Skelette von Frauen und Kindern auf dem Friedhof von Qumran zu erklären seien. Aufgrund verbesserter Untersuchungsmöglichkeiten wurde die Geschlechtsbestimmung in einigen Fällen revidiert, so dass von den insgesamt bekannten 58 in Qumran beigesetzten Individuen 13 oder 14 nach heutigem Kenntnisstand Frauen waren. Joseph Zias gab der Fachdiskussion eine neue Wendung, indem er beduinische Gräber mit Ost-West-Orientierung von antiken jüdischen Gräbern unterschied; alle Frauen- und Kindergräber stammten demnach erst aus beduinischer Zeit. In drei Frauengräbern fand er Schmuck aus mamelukischer und osmanischer Zeit, was seine These stützte. Seitdem wurde die beduinische Bestattungspraxis genauer untersucht. Es ist bekannt, dass Beduinen ihre Toten auf älteren Friedhöfen beisetzten. Die Orientierung nach Mekka war bei ihnen nicht obligatorisch; es gibt kein Kennzeichen, das eine antike jüdische und eine nachantike beduinische Bestattung sicher unterscheidet, wenn dies nicht anhand der Grabbeigaben und Skelettbefunde möglich ist.
Am Ostende der mittleren Erweiterung fand das Team von de Vaux 1951 Fundamente eines Bauwerks oder einer Einfriedung mit den Außenmaßen 4,50 × 5,05 m. Broshi und Eshel datierten es 2001 in die Zeit des Zweiten Tempels; in einer Grube innerhalb des Bauwerks waren die Knochen zweier erwachsener Frauen in Sekundärbestattung beigesetzt worden. Proben der Zähne wurden mit der Radiokarbonmethode untersucht; demnach lebten die beiden Frauen in der hellenistischen Zeit. Das schlichte Bauwerk war seinerseits über dem ost-westlich orientierten Senkgrab eines Mannes („Grab 1000“) errichtet worden. Dabei handelt es sich um eine Primärbestattung mit einem Kochtopf als Grabbeigabe. Die Ausgräber deuteten die Einfriedung als Trauerbezirk (mourning enclosure) und den Verstorbenen als bedeutendes Mitglied der Qumrangemeinde. Trauerbezirke sind auch von anderen jüdischen Friedhöfen aus römischer und byzantinischer Zeit bekannt (Deir Aziz, Hurvat Burgin, Bet Sche’arim, Goliath-Familiengrab bei Jericho). Es waren Bereiche innerhalb von Friedhöfen, meist mit umlaufenden Bänken, wo Trauerrituale stattfanden.

## Einzelfunde

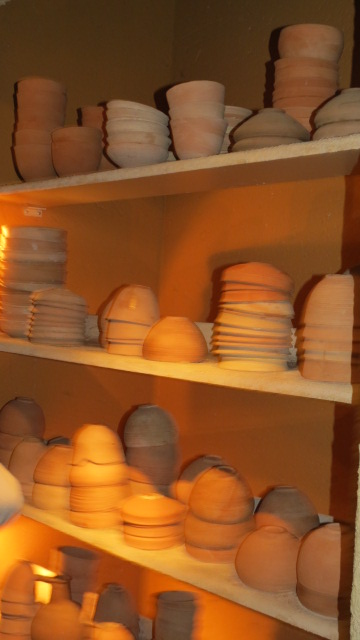
Gestapeltes Tafelgeschirr, wie es in der Geschirrkammer gefunden wurde

### Keramik

#### Tafelgeschirr
Erst die Veröffentlichung der Grabungstagebücher ermöglichte es, Aussagen zu Typen und Verteilung der von de Vaux’ Team gefundenen Keramik zu machen. Die Gesamtzahl von Gefäßen der hasmonäischen und herodianischen Zeit war demnach ungefähr 2100 Exemplare – wobei wahrscheinlich nur intakte oder zusammensetzbare Gefäße gezählt und den Rest vage als „Scherben“ bezeichnet wurden. Sehr ungewöhnlich ist der hohe Anteil von 84 % Tafelgeschirr gegenüber 9 % Vorratsgefäßen und 7 % Kochtöpfen. Diese Dominanz des Tafelgeschirrs ist nicht nur durch die Befunde in der Geschirrkammer zu erklären, denn es überwiegt auch in den anderen Loci. Keine vergleichbare archäologische Stätte hat diesen hohen Prozentsatz von Tafelgeschirr, auch nicht Ḥorvat ’Eleq und Tel Anafa, wo eine wohlhabende Einwohnerschaft lebte, die über Badehäuser und Importwaren verfügte. Ein gesteigertes Interesse der Qumran-Bevölkerung an ritueller Reinheit erklärt diesen Befund nicht, da Tafel-, Vorrats- und Kochgeschirr gleichermaßen kultisch unrein werden konnten und in diesem Fall entsorgt werden mussten. Eyal Regev meint, dass die Anlage der Siedlung nicht zuließ, dass mehr als 100–150 Menschen gemeinsam speisten. Die große Menge an Tafelgeschirr dokumentiere hoch differenzierte Festmähler, etwa indem mehrere Gänge serviert wurden. Die vielen Teller, Schüsseln und Trinkgefäße eigneten sich dazu, Unterschiede sichtbar zu machen: einerseits zwischen verschiedenen Speisen und Getränken, andererseits zwischen Mahlteilnehmern.

#### Ostraka
Bei einer kleinen Grabung der University of South Florida auf der Mergelterrasse von Qumran wurden 1996 an der Ostseite der Mauer, die die Siedlung vom Friedhof trennt, zwei mit Tinte von ungeübter Hand hebräisch beschriebene Keramikscherben gefunden. Das kleinere Ostrakon enthält den Namen Josef und den Ortsnamen En Gedi. Das größere, in zwei Stücke zerbrochene Ostrakon erregte als sogenanntes „Jachad-Ostrakon“ starkes Interesse, nachdem es durch Frank Moore Cross und Esther Eshel publiziert worden war. Es handelt sich nach ihrer Interpretation um den Entwurf eines Testaments, mit dem ein Mann namens Choni den Sklaven Chisdai, sein Landgut mit Feigenbäumen und anderen Besitztümern dem Elʿazar, einem Repräsentanten des Jachad, übereignet. Jachad war die Selbstbezeichnung der Gruppe, die hinter zentralen Schriftrollen vom Toten Meer, wie der Damaskusschrift und der Gemeinschaftsregel, steht. Hier begegnet es in Zeile 8: hebräisch וכמלותו ליחד ukimloto li-jachad „… wenn er (sein Gelübde) gegenüber dem Jachad erfüllt …“ Choni trat dem in Gütergemeinschaft lebenden Jachad bei und verzichtete auf sein Privateigentum, so vermuteten Moore und Eshel. Das weitere Schicksal des Sklaven bleibe ungewiss.
Ada Yardeni, deren Spezialgebiet kursive Vertragstexte sind, liest Zeile 8 jedoch völlig anders: hebräisch וכולאילנ אחר vekholiolan acher „… und jeden anderen Baum …“ Also kann das Ostrakon die Zugehörigkeit der Qumraner zum Jachad ihrer Meinung nach nicht begründen.

### Glas
Bei den Ausgrabungen in Qumran unter Leitung von Roland de Vaux wurden Fragmente von mindestens 89 verschiedenen Glasobjekten des 1. Jahrhunderts n. Chr. gefunden, fast alle im Hauptgebäude: Salbgefäße, Kelche, Becher und Flaschen in verschiedener Form. Ann Aerts et al. stellen eine erhöhte Nachfrage nach Glasgefäßen in Qumran fest, gemessen daran, dass diese in der Antike teuer und relativ selten waren. Sie schlagen einen Zusammenhang mit einer regionalen Salböl- und Parfumproduktion vor. Dennis Mizzi meint dagegen, dass Glasbläsereien im 1. Jahrhundert n. Chr. zunehmend ungefärbte (blaugrüne) Objekte in schlichter Qualität produzierten, die keine Luxusartikel gewesen seien. Sie seien in verschiedenen archäologischen Stätten am Toten Meer (Ein Boqeq, Ein Gedi, Masada, Jericho, Machaerus, Ein ez-Zara) anzutreffen, „und die Qumraniten besaßen diese Waren wie jeder andere auch“. Die in Qumran aufgefundenen Glaswaren minderer Qualität sprechen nach Mizzi nicht für ein Leben im Luxus; verglichen mit vielen ländlichen Siedlungen, in denen Archäologen gar kein Glas fanden, hebe sich Qumran aber doch etwas heraus.

### Tierknochendeponierungen
Im Gelände von Qumran, außerhalb der Gebäude, fanden die Ausgräber zahlreiche Deponierungen von Tierknochen in teils intakten, teils zerbrochenen Tongefäßen, die teilweise flach eingegraben waren. Es handelte sich um Reste von gebratenen oder gekochten Mahlzeiten. Verzehrt wurden koschere Haustiere: Schafe, Ziegen und Rinder. Geflügel, das billigste koschere Fleisch, ist in diesen Deponierungen nicht vertreten. Da man sich der Speisereste auch viel einfacher hätte entledigen können, indem man sie ins Wadi kippte, nahm de Vaux eine religiöse Praxis an. Für de Vaux war das Gemeinschaftsleben in Qumran durch die Gemeinderegel strukturiert; er räumte aber ein, dass weder diese Regel noch ein anderer Text unter den Schriftrollen vom Toten Meer eine derartige Deponierung von Speiseresten vorschrieb.
Eyal Regev weist darauf hin, dass Fleischspeisen in der Antike stets außeralltäglich waren. Ein Zusammenhang zwischen Fleischkonsum und Tempelbesuch war naheliegend, nicht nur, aber auch im Judentum. Die gebäudenahen Deponierungen der Speisereste in Qumran schufen für die Mahlteilnehmer einen Erinnerungsraum an die bei ihrem eigenen Festmahl erlebte Gemeinschaft. Ein Kontrast zu den Tieropfern im Jerusalemer Tempel und dem nur im Tempelareal oder in Jerusalem erlaubten gemeinschaftlichen Verzehr von Opferfleisch sei wohl beabsichtigt und aus Sicht der Tempelpriesterschaft provokant gewesen.
Yizhar Hirschfeld sieht bei den Tierknochendeponierungen dagegen keinen religiösen Hintergrund. Es sei auch von anderen antiken Orten bezeugt, dass Tierknochen in Gärten zur Düngung des Bodens vergraben wurden (Jericho, En Gedi, Pompeji).

### Grabungstagebücher, Grabungsberichte
- Donald T. Ariel: Coins from the Renewed Excavations at Qumran. S. 403–429 (PDF).
- Jean-Baptiste Humbert, Alain Chambon (Hrsg.): The Excavations of Khirbet Qumran and Ain Feshkha. Synthesis of Roland de Vaux’s Field Notes. Editions universitaires, Fribourg 2003, ISBN 3-7278-1444-6.
- Jean-Baptiste Humbert, Alain Chambon, Jolanta Mlynarczyk: Khirbet Qumrân et Aïn Feshkha, Fouilles du P. Roland de Vaux. Band IIIa: L'archéologie de Qumrân, Reconsidération de l'interprétation; Corpus of the Lamps. Novum Testamentum et Orbis Antiquus, Series Archaeologica 5a, Vandenhoeck & Ruprecht, Göttingen 2016.
- Roland de Vaux: Die Ausgrabungen von Qumran und En Feschcha. Die Grabungstagebücher. Aufbereitet und herausgegeben von Ferdinand Rohrhirsch und Bettina Hofmeier (= Novum Testamentum et Orbis Antiquus. Series archaeologica 1A). Vandenhoeck & Ruprecht, Göttingen 1996, ISBN 3-525-53980-0.
- Roland de Vaux: Fouille au Khirbet Qumrân. In: Revue Biblique. 60 (1953), S. 83–106.
- Roland de Vaux: Exploration de la région de Qumrân. In: Revue Biblique. 60 (1953), S. 540–561.
- Roland de Vaux: Fouilles au Khirbet Qumrân. Rapport préliminaire sur la deuxième campagne. In: Revue Biblique. 61 (1954), S. 206–236.
- Roland de Vaux: Fouilles de Khirbet Qumrân. Rapport préliminaire sur les 3e, 4e et 5e campagnes. In: Revue Biblique. 63 (1956), S. 533–577.
- Roland de Vaux: Archaeology and the Dead Sea Scrolls. The Schweich Lectures. Oxford University Press, Oxford 1973, ISBN 978-0-19-725931-3.
- Yizhak Magen, Yuval Peleg: The Qumran Excavations 1993–2004. Preliminary Report. Jerusalem 2007 (PDF).
- Yizhak Magen, Yuval Peleg: Back to Qumran: Final Report (1993–2004) (= Judea and Samaria Publications. Band 18). Israel Antiquities Authority, 2018, ISBN 978-965-406-257-2; darin:

### Überblicksdarstellungen
- John J. Collins, Timothy H. Lim (Hrsg.): The Oxford Handbook of the Dead Sea Scrolls. Oxford University Press, Oxford / New York 2010, ISBN 978-0-19-920723-7.
- Daniel Stökl Ben Ezra: Qumran: Die Texte vom Toten Meer und das antike Judentum (UTB 4681). Mohr Siebeck, Tübingen 2016, ISBN 978-3-8252-4681-5.
- Jörg Frey, Carsten Claußen, Nadine Kessler (Hrsg.): Qumran und die Archäologie. Texte und Kontexte (= Wissenschaftliche Untersuchungen zum Neuen Testament. Band 278). Mohr Siebeck, Tübingen 2011, ISBN 978-3-16-151777-8.
- Florentino García Martínez, Julio Trebolle Barrera: The People of the Dead Sea Scrolls. Their Writings, Beliefs and Practices. Brill, Leiden 1995, ISBN 90-04-10085-7.
- Armin Lange u. Hermann Lichtenberger: Artikel Qumran. In: Theologische Realenzyklopädie. De Gruyter 1997. Bd. 28, S. 45–79.
- Armin Lange: Artikel Qumran. In: Religion in Geschichte und Gegenwart. Vierte Auflage. Mohr Siebeck, Tübingen 2003. Bd. 4, S. 1873–1898.
- Lawrence H. Schiffman, James C. VanderKam (Hrsg.): Encyclopedia of the Dead Sea Scrolls (Oxford Reference).[88]

### Diskussion
- Lena Cansdale: Qumran and the Essenes. A Re-Evaluation of the Evidence. Texte und Studien zum antiken Judentum. Bd. 60. Mohr, Tübingen 1990, ISBN 3-16-146719-1.
- Katharina Galor, Jean-Baptiste Humbert, Jürgen Zangenberg (Hrsg.): Qumran. The Site of the Dead Sea Scrolls – Archaeological Interpretations and Debates. Brill, Boston/Leiden/London 2006, ISBN 90-04-14504-4.
- Norman Golb: Khirbet Qumran and the Manuscripts of the Judaean Wilderness: Observations on the Logic of Their Investigation. In: Journal of Near Eastern Studies 49/2 (1990), S. 103–114.
- Yizhar Hirschfeld: Qumran – die ganze Wahrheit. Die Funde der Archäologie neu bewertet. (Original: Qumran in Context. Reassessing the Archeological Evidence, 2004). Gütersloher Verlagshaus, Gütersloh 2006, ISBN 3-579-05225-X.
- Jodi Magness: The Archaeology of Qumran and the Dead Sea Scrolls. Paperback Edition, Eerdmans, Grand Rapids 2003, ISBN 0-8028-2687-3. (Rezension)
- Ferdinand Rohrhirsch: Wissenschaftstheorie und Qumran. Die Geltungsbegründungen von Aussagen in der biblischen Archäologie am Beispiel von Chirbet Qumran und En Feschcha (= Novum Testamentum et Orbis Antiquus. Band 32). Vandenhoeck & Ruprecht, Göttingen 1996, ISBN 3-525-53934-7.
- Hartmut Stegemann: Die Essener, Qumran, Johannes der Täufer und Jesus. Herder, Freiburg im Breisgau 1999 (9. Aufl.), ISBN 3-451-04128-6.

### Einzelthemen
- Robert Eisenman, Michael Wise: Jesus und die Urchristen. Die Qumran-Rollen entschlüsselt. C. Bertelsmann, München 1993, ISBN 3-570-02214-5, englisches Original: The Dead Sea Scrolls Uncovered. (1992).
- Katharina Galor: Women at Qumrân? Between texts and objects. In: Clio. 14 (2014), (Open Edition).
- Kenneth Lönnqvist, Minna Lönnqvist: The Numismatic Chronology of Qumran: Fact and Fiction. In: The Numismatic Chronicle. 166 (2006), S. 121–165.
- Ferdinand Rohrhirsch, Olav Röhrer-Ertl: Die Individuen der Gräberfelder von Hirbet Qumrân aus der Collectio Kurth. Eine Zusammenfassung. In: Zeitschrift des Deutschen Palästina-Vereins. 117 (2001), S. 164–170.
- Nicole Rupschus: Frauen in Qumran (= Wissenschaftliche Untersuchungen zum Neuen Testament. Reihe II, 457). Mohr Siebeck, Tübingen 2017.
- Juhana Saukkonen: Dwellers at Qumran: Reflections on Their Literacy, Social Status, and Identity. In: Anssi Voitila, Jutta Jokiranta (Hrsg.): Scripture in Transition: Essays on Septuagint, Hebrew Bible, and Dead Sea Scrolls in Honour of Raija Sollamo (= Supplements to the Journal for the Study of Judaism. Band 126). Brill, Leiden 2008, S. 615–627.
- Brian Schultz: The Qumran Cemetery: 150 Years of Research. In: Dead Sea Discoveries. 13/2 (2006), S. 194–228.